# HMS Victory (1765)
Pour les autres navires du même nom, voir HMS Victory.
Le HMS Victory est un navire de ligne de  premier rang britannique à trois ponts et à trois-mâts voiles carrées.
Il est principalement connu comme le vaisseau de l'amiral Nelson lors de la bataille de Trafalgar (vaisseau amiral en second de l'état-major de la Marine, commandant en chef de l'amirauté). Il connut une succession de victoires à la tête de la flotte britannique entre 1778 et 1812.
Lancé en 1765 et désormais préservé en cale sèche, il est le plus ancien navire de guerre intact au monde. La frégate américaine USS Constitution, lancée en 1797, est quant à elle le plus ancien navire de guerre encore à flot.

## Histoire du navire
Le HMS Victory est construit entre 1759 et 1765 au Chatham Dockyard, il est mis en réserve jusqu'en 1778.
En 1778, le HMS Victory devient le navire amiral d'Augustus Keppel, quand commence la guerre d'indépendance américaine en 1778 (bataille d'Ouessant de 1778).
En 1780, il subit une modification pour améliorer la résistance de sa coque contre les organismes marin: 3923 plaques de cuivre (17 tonnes au total) viennent recouvrir la base de la coque.
En 1781, le HMS Victory est le navire amiral de Richard Kempenfelt, lors de sa victoire à Ouessant la 12 décembre 1781 (bataille d'Ouessant de 1781).
En 1782, le HMS Victory est le navire amiral de Richard Howe, basé à Gibraltar.

En 1792, le HMS Victory est le navire amiral de Samuel Hood, commandant en chef la flotte britannique en Méditerranée. En 1793, il occupe Toulon que lui ont livrée les royalistes et s’empare des vaisseaux français. Il doit cependant l’abandonner face au siège des troupes de Charles François Dumouriez. Il occupe brièvement la Corse livrée par Paoli mais échoue en raison des vents défavorables dans une tentative de reprise de Toulon début 1794. Critiqué sur la façon dont il a mené les opérations en Méditerranée, il est rappelé. Bien que promu amiral et vicomte en 1796 il n’exercera plus de commandement.

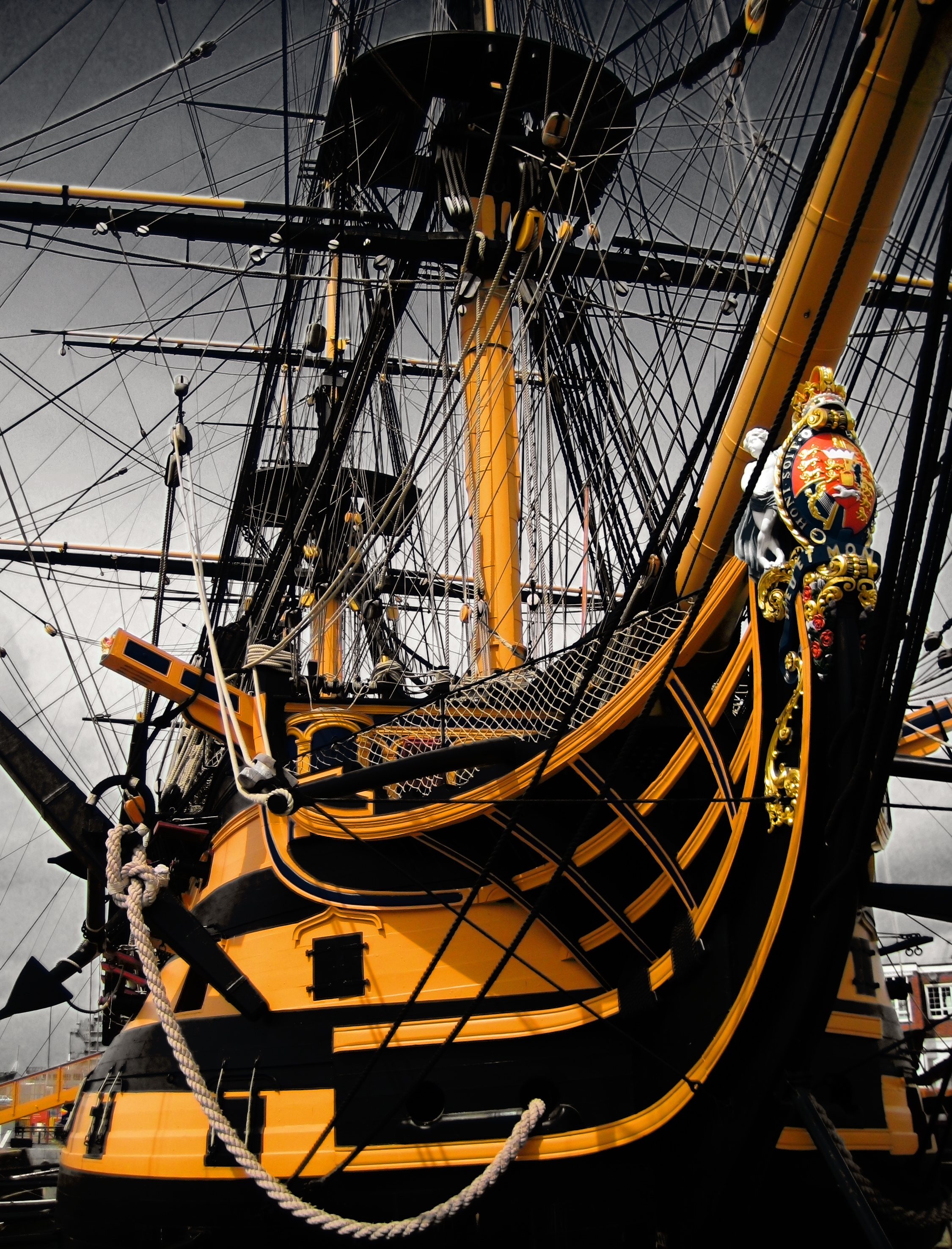
Proue du HMS Victory avec les armoiries de Georges III

En 1797, le HMS Victory est le navire amiral de John Jervis qui triomphe lors de la Bataille du cap Saint-Vincent le 14 février 1797 en prenant l'avantage, grâce à sa maîtrise de la navigation, sur une armada largement supérieure en nombre. Lors de cette bataille, le commandant de la frégate Minerve, un certain Horatio Nelson s'illustre par sa tactique et son courage, mais aussi par sa désobéissance aux ordres, qui conduit toutefois à la prise brillante de 2 navires espagnols. Mais la destinée n'en avait pas encore fini avec Nelson…
Entre 1800 et 1803 le navire est en réparation.
En 1803, le HMS Victory reprend du service sous les ordres de l'amiral Horatio Nelson, commandant en chef la flotte britannique en Méditerranée. Il possède une nouvelle figure de proue (armoiries de Georges III) et de nouvelles couleurs : noir et jaune, celles que nous pouvons observer aujourd'hui.
21 octobre 1805, la bataille de Trafalgar offre une victoire britannique décisive sur la flotte franco-espagnole et devient une des batailles navales les plus importantes de l'histoire tant sur le plan historique et ses conséquences sur l'épopée napoléonienne, que sur le nombre de navires engagés. Nelson est tué par un tireur d'élite français.

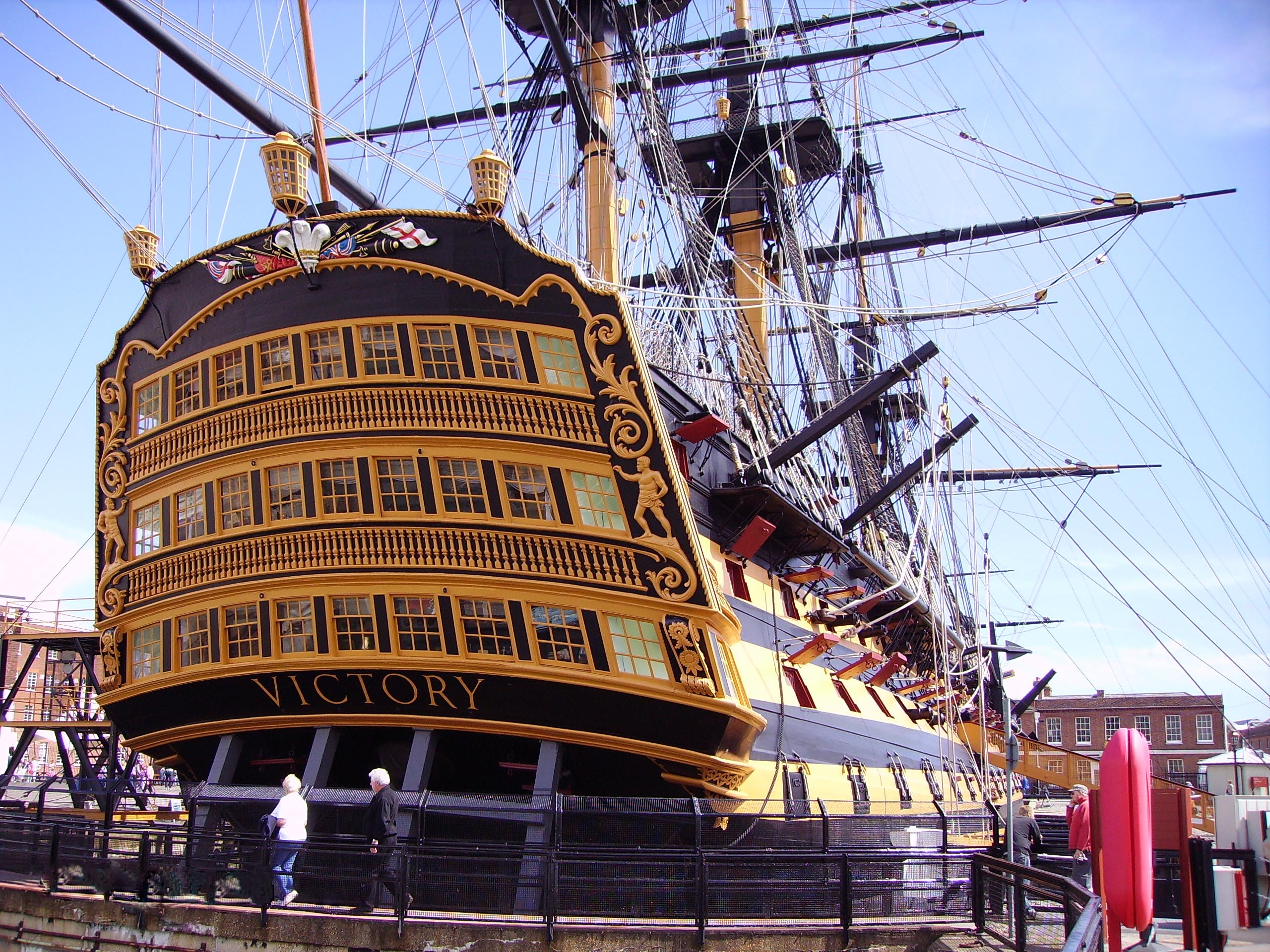
Poupe du HMS Victory.

De 1808 à 1812, le navire effectue diverses campagnes en Mer Baltique.
Après 1824, il est retiré du service actif et positionné à Portsmouth où il reçoit le titre symbolique de navire amiral de Portsmouth.
Le 12 janvier 1922, il est placé en cale sèche à Portsmouth pour être préservé.
En 1928, le navire est ouvert au public par le roi George V.
En 1941, il est endommagé par une bombe allemande tombée entre la coque et le quai.
Aujourd'hui le HMS Victory est la pièce maitresse du Royal Naval Museum à Portsmouth. En 2024, il faut entreprendre sa rénovation, pour un budget de 45 millions de £. Les travaux devraient s'achever en 2032.

## Galerie photos:Le Victoryà travers les âges

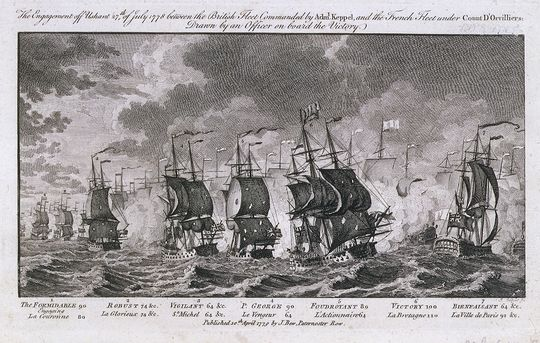
Le Victory dans la bataille d'Ouessant en 1778
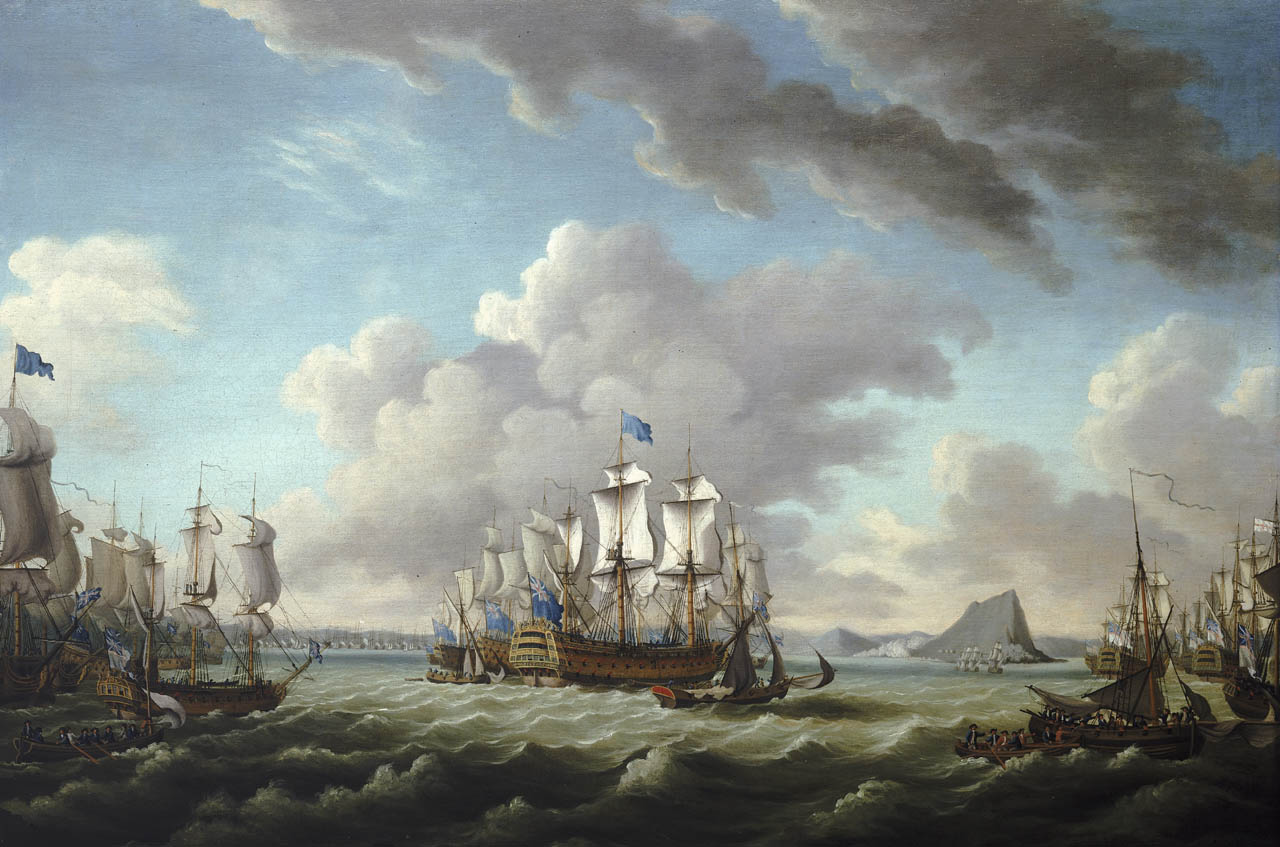
Le Victory en 1782
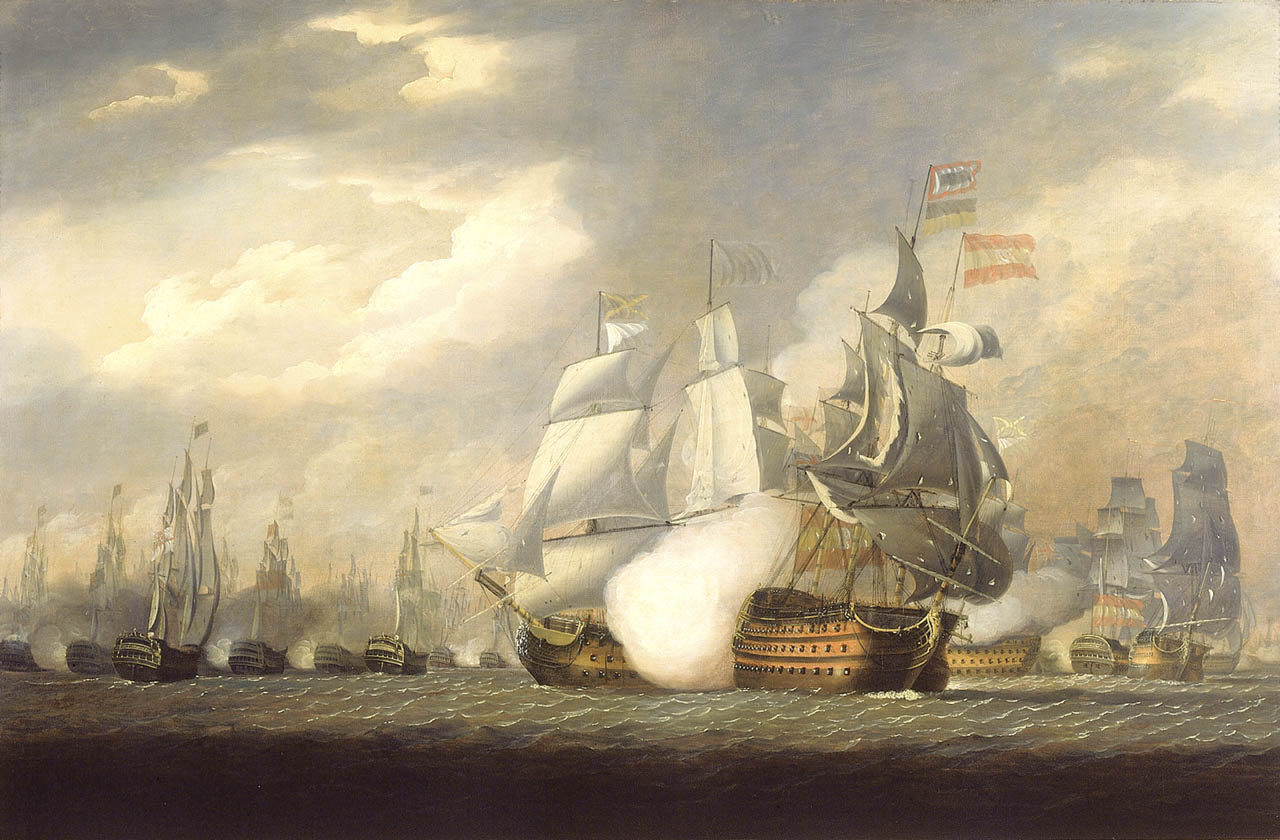
Le Victory en 1797 (Bataille du Cap St Vincent)
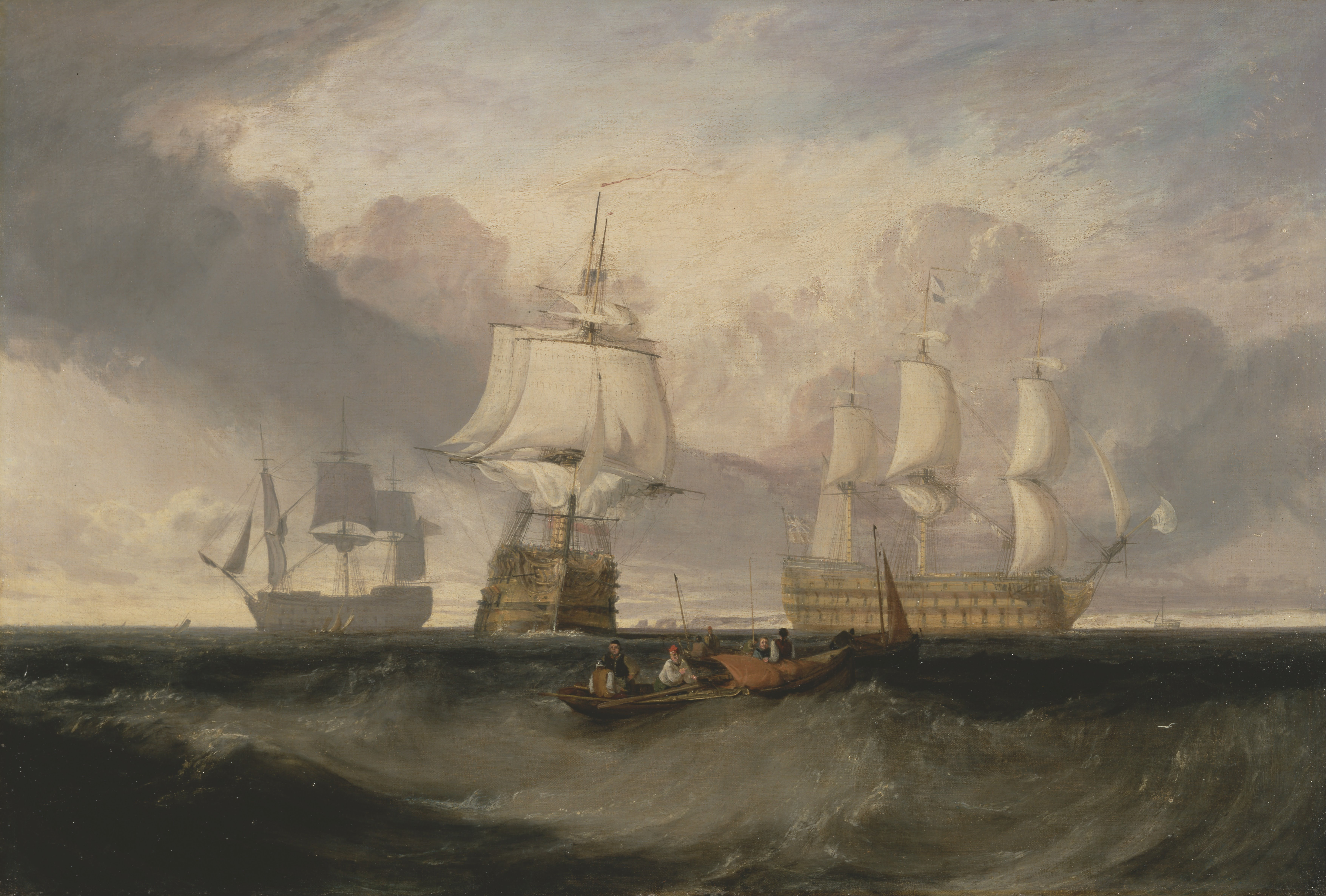
Le Victory de retour de Trafalgar en trois positions William Turner, vers 1806 Centre d'art de Yale
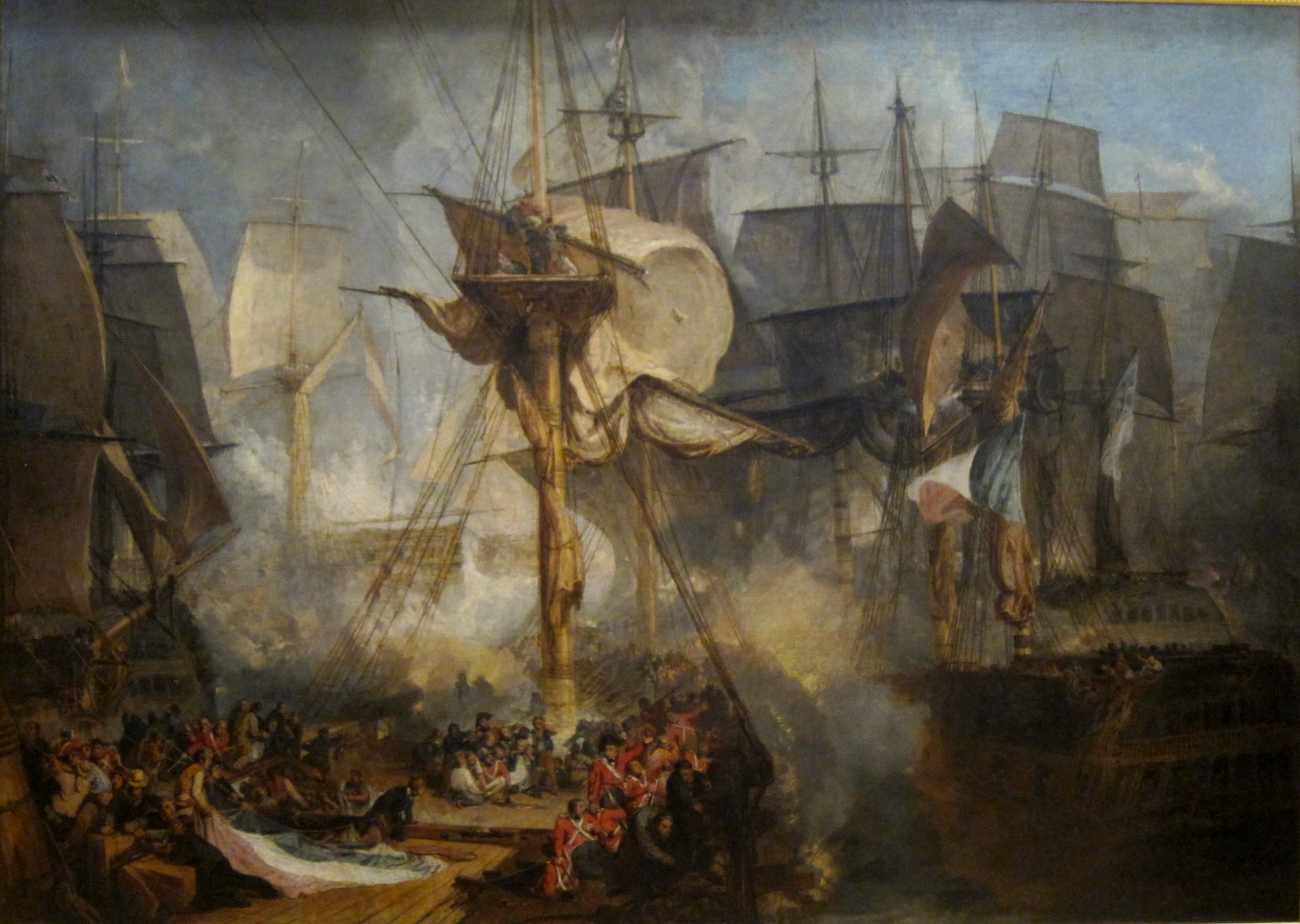
La Bataille de Trafalgar vue depuis les haubans tribord du mât de misaine du Victory William Turner, 1806-1808 Tate Britain, Londres
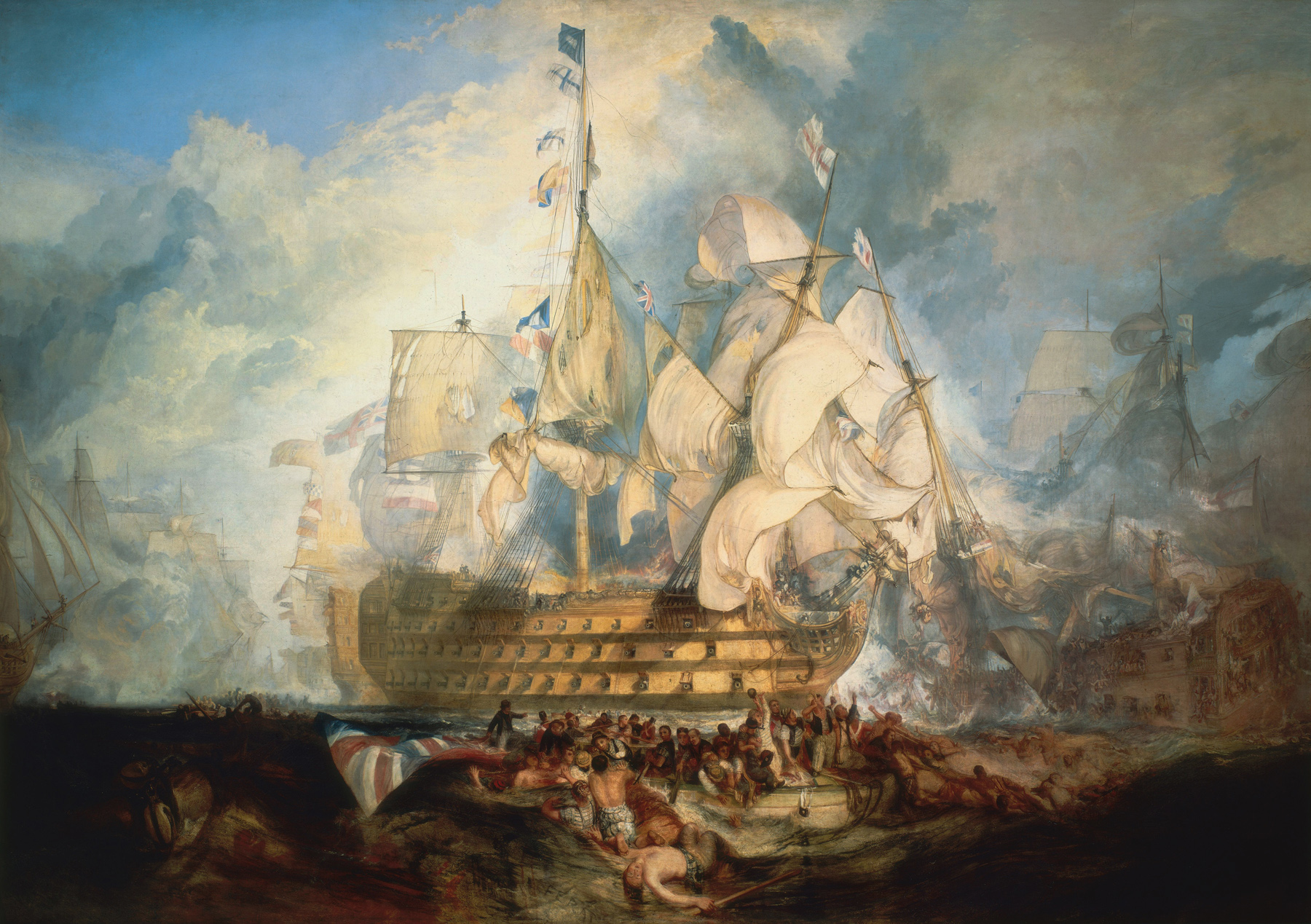
Le Victory sur un tableau de 1822 représentant la bataille de Trafalgar
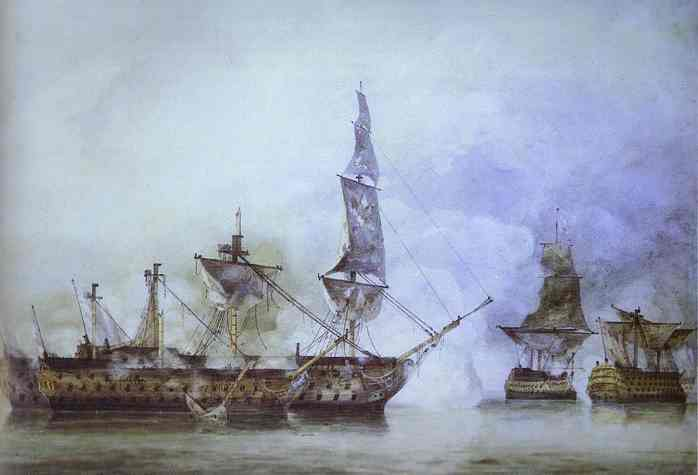
Le Victory au lendemain de Trafalgar
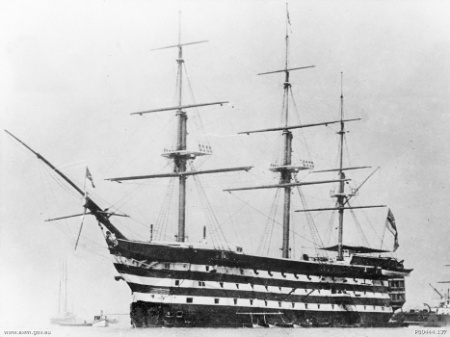
Le Victory en 1884
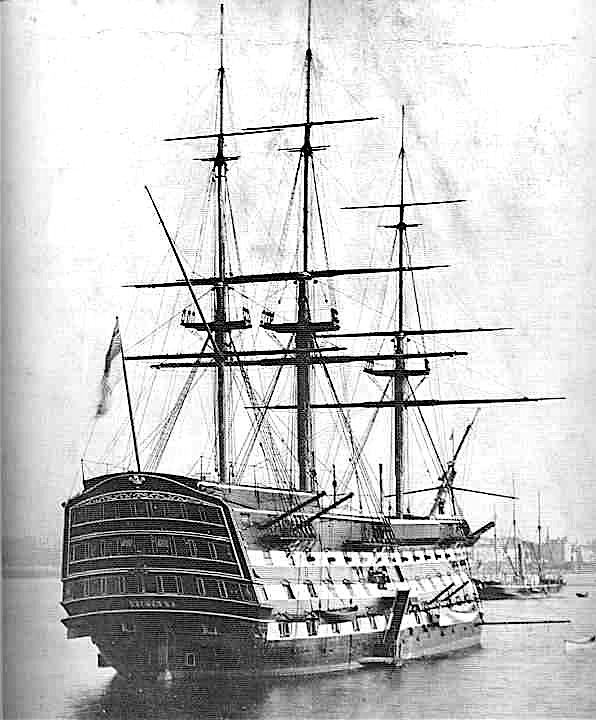
Le Victory En 1884
Le Victory en 1913
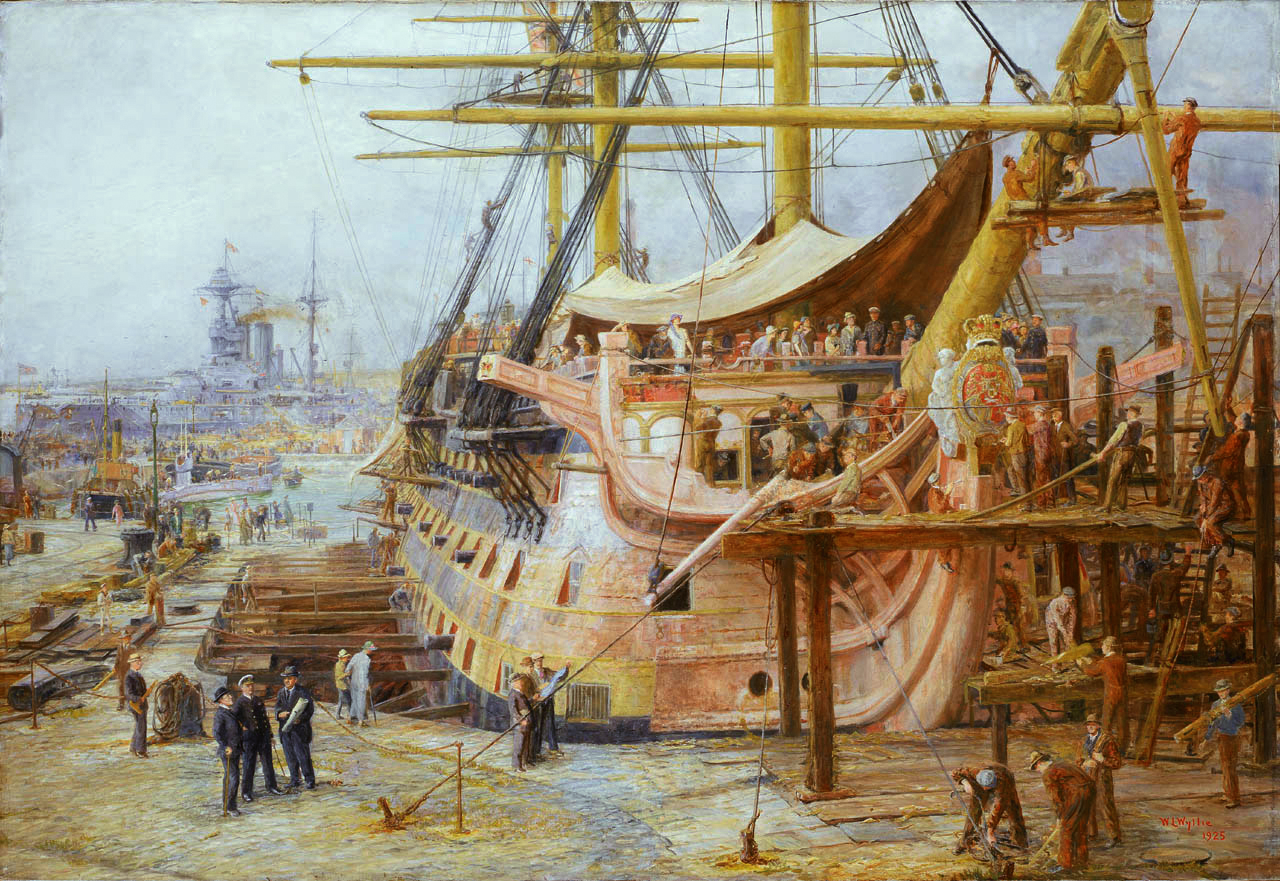
Le Victory en restauration en 1925
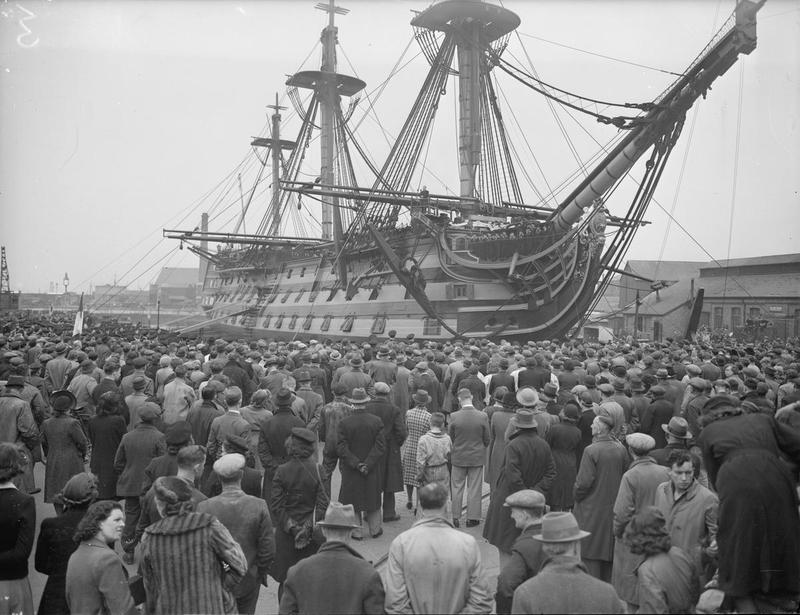
Le Victory en 1943
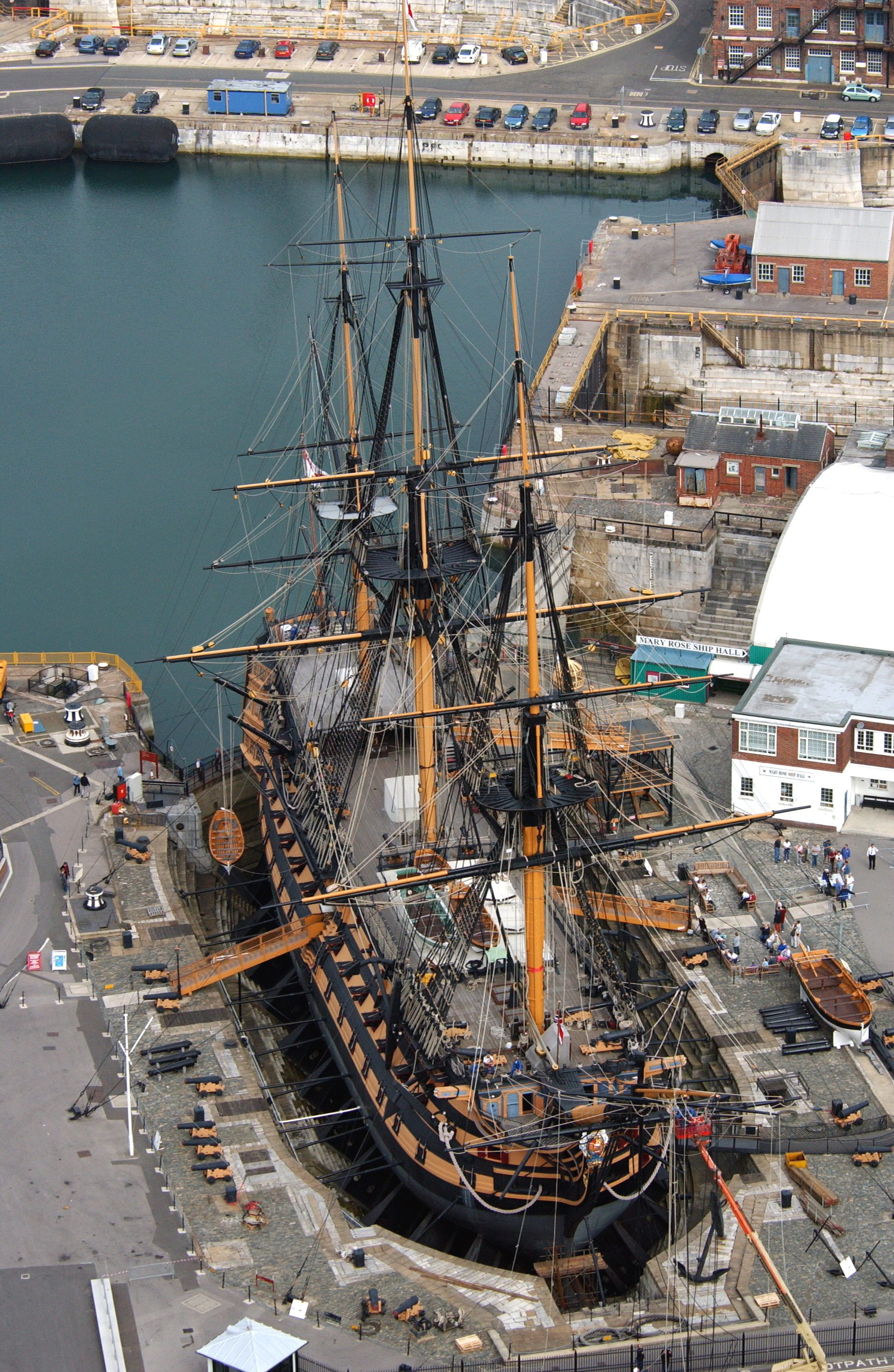
Le Victory en 2004
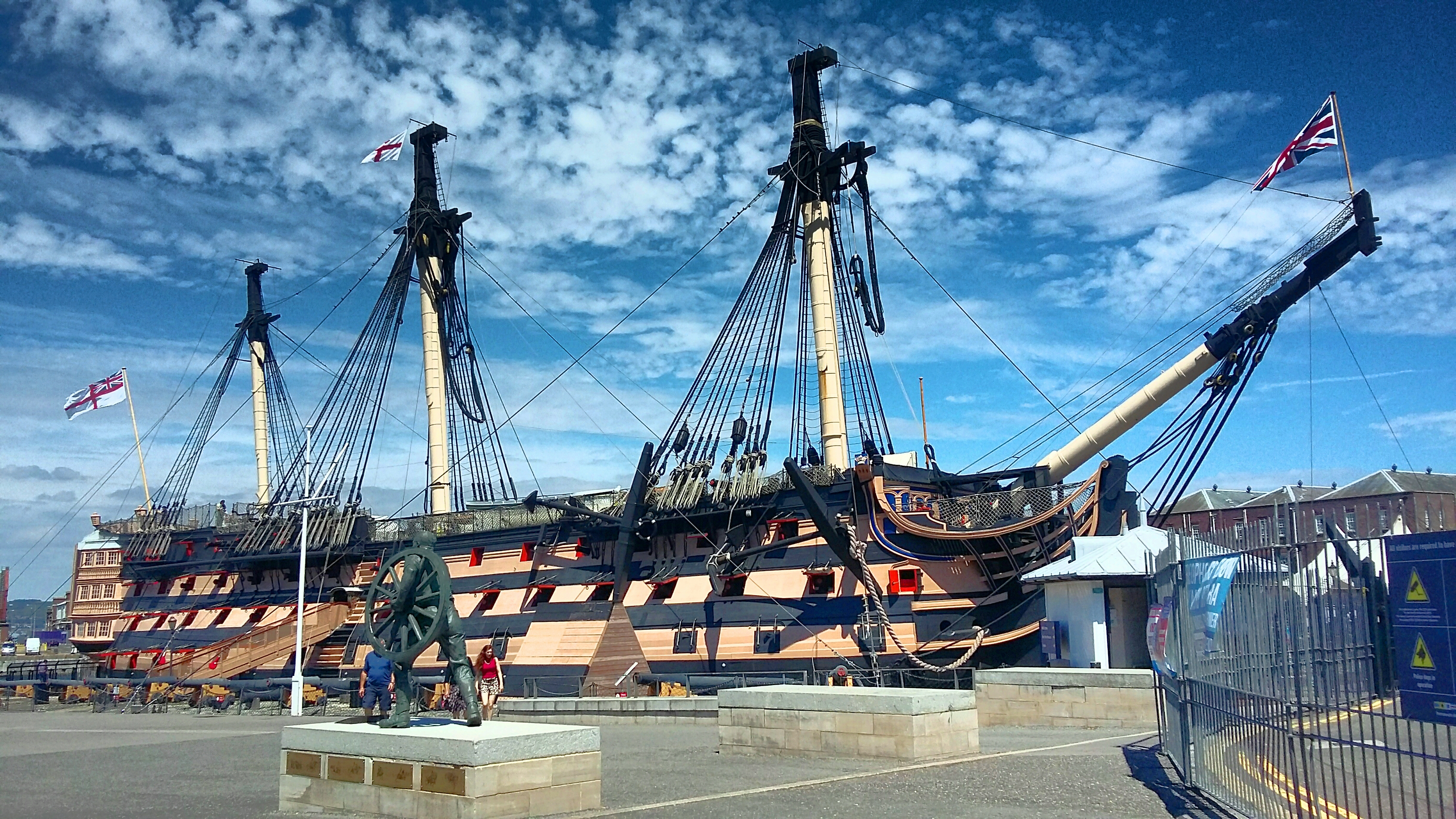
Le Victory en 2017
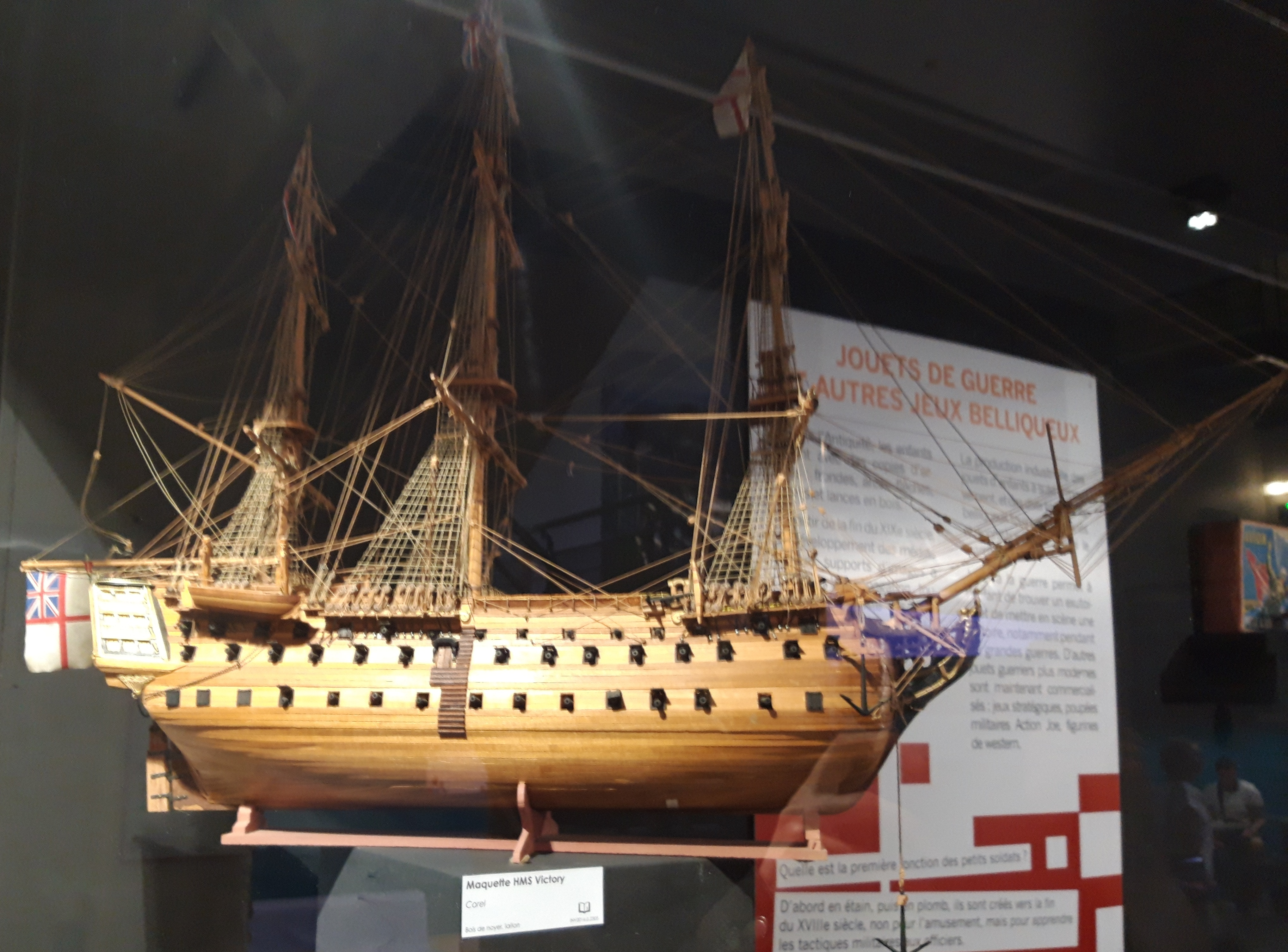
Maquette du Victory au musée du jouet de Colmar

- La Bataille de Trafalgar
vue depuis les haubans tribord du mât de misaine
du Victory
William Turner, 1806-1808
Tate Britain, Londres[6]
- Le Victory sur un tableau de 1822 représentant la bataille de Trafalgar
- Le Victory au lendemain de Trafalgar
- Le Victory en 1884
- Le Victory En 1884
- Le Victory en 1913
- Le Victory en restauration en 1925
- Le Victory en 1943
- Le Victory en 2004
- Le Victory en 2017
- Maquette du Victory au musée du jouet de Colmar

## Gréement duVictory
Les 3 mâts du Victory gréés avec des voiles carrées permettaient le déploiement de 37 voiles. Malgré l'imposante voilure lui permettant d'atteindre une vitesse maximale entre 8 et 11 nœuds (20 km/h environ), un navire du gabarit du Victory (3 600 t pour 69 m de long) reste peu manœuvrant et présente une vitesse moyenne lente. C'est pour cela qu'en dehors des batailles de ligne, c'étaient les frégates qui étaient le plus utilisées pour porter des messages ou escorter des convois. Elles étaient plus rapides et plus maniables, avec toutefois une bordée 3 fois inférieure à celle d'un vaisseau de 1er rang mais qui reste suffisamment fournie pour engager le feu.
Les hauteurs de travail sur voiles étaient vertigineuses. Le grand mât atteint la hauteur de 62,5 m. À chaque changement de manœuvre de voile, les gabiers du Victory devaient monter dans le gréement pour :
- détacher les garcettes de ris (cordage d'accroche des voiles) pour déplier les voiles au vent, et les nouer pour éviter qu'elles ne s'emmêlent ;
- diminuer les voiles (prendre un ris) avec les garcettes de ris pour diminuer leur surface offerte aux vents ou les attacher aux vergues (les carguer) avec des rabants pour fermer complètement leur prise au vent.

## Armement du Victory

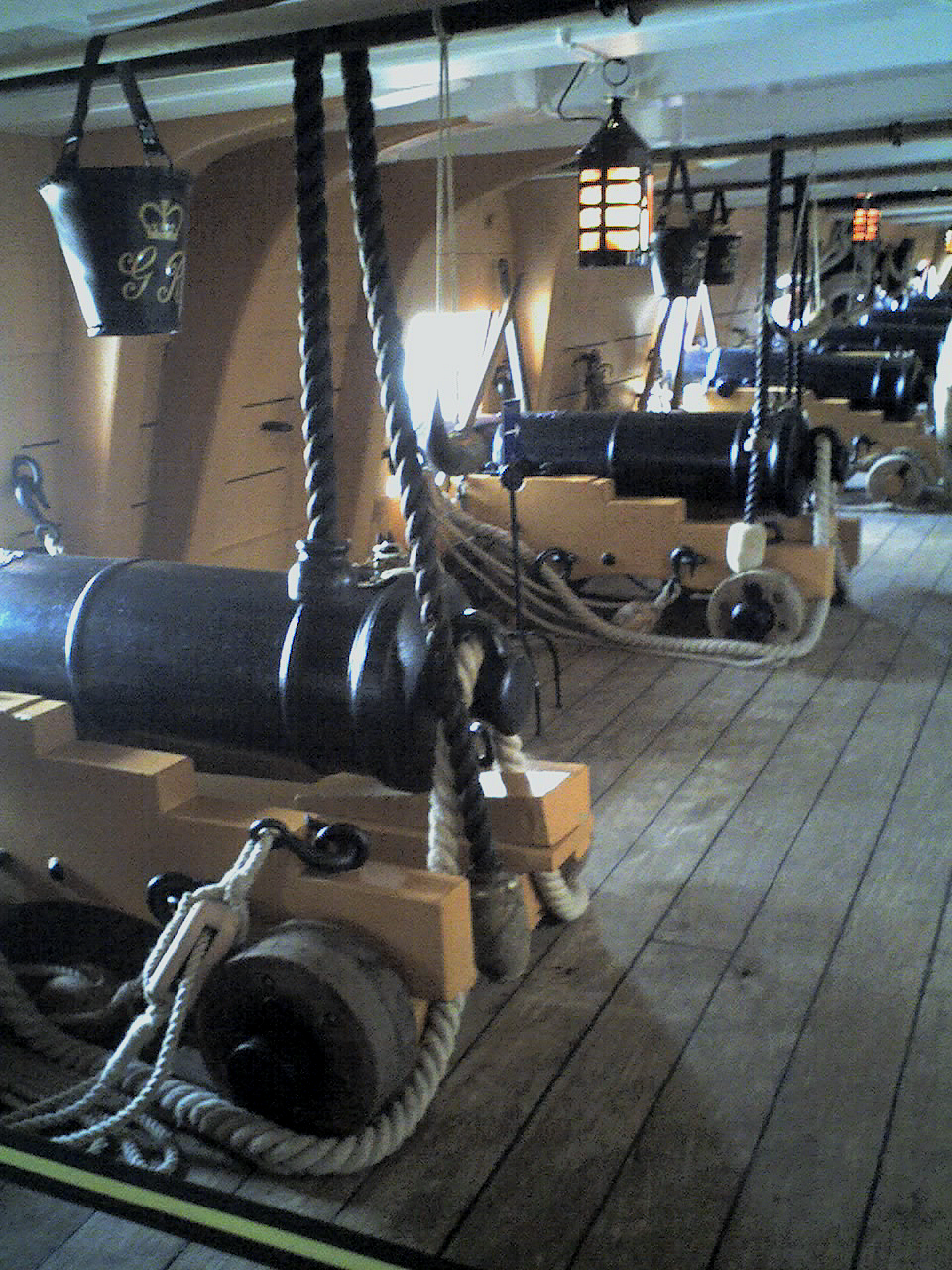
Canons de la batterie moyenne.

L'artillerie navale du Victory est composée d'une série de canons de calibre identique par pont. Les canons les plus lourds sont placés les plus bas, pour optimiser la stabilité du navire.
Pour la batterie inférieure de 30 canons de 32 livres, chacune de ces pièces pèse 3,5 tonnes (2,75 t pour le canon lui-même et 0,75 t pour son affût en bois). Ils tirent des boulets de 32 livres soit 14,5 kilogrammes. Propulsés par 5 kilogrammes de poudre, ils sortent du canon deux mètres au-dessus de l'eau à une vitesse de 487 mètres par seconde pour atteindre une distance de 1 600 mètres et pénétrer le chêne sur 76 centimètres à bout portant, il était extrêmement rare de voir un boulet traverser une coque, en revanche le choc détachait de longues échardes de bois qui voltigeaient et causaient des sérieuses blessures à l'équipage.
La batterie moyenne est constituée de 28 canons de 24 livres. Chaque canon pèse 2,25 tonnes.
La batterie supérieure comporte 22 canons longs de 12 livres et 8 canons courts de 12 livres.
Sur le pont de quart, dans le gaillard d'arrière, une batterie plus légère est formée par 12 canons courts de 12 livres.
Deux caronades de 12 livres et deux de 68 livres sont situées sur le gaillard d'avant à bâbord et à tribord, projetant de la mitraille à courte portée.
Des canons à l'arrière ou à l'avant pouvaient être orientés pour tirer sur les navires ennemis « qui ont pris chasse », c'est-à-dire poursuivant le navire (pièce de retraite) ou qui étaient pris en chasse (pièce de chasse).
Une partie de ces canons étaient mis en place dans les appartements des officiers dans la poupe, lorsque le navire entrait en ordre de bataille. En ordre de bataille tout l'équipage était sollicité et affecté à une tâche très précise : manœuvre du navire, manœuvre des canons, approvisionnement en poudre et munitions, tir au mousquet, soins...
Il fallait en moyenne une minute et demie aux servants d'un canon pour le recharger. Des cales permettaient de régler la hauteur de ceux-ci en fonction de la cible.
Il y avait plusieurs types de munitions :
- boulet plein rond : dommages structurels pour couler le navire et dommages aux hommes par éclats de bois de la coque au niveau des ponts d'artillerie[7] ;
- boulet à chaînes : dommages aux cordages et voiles pour immobiliser le navire[7] ;
- boulet à barres ; dommages aux mâts et aux vergues pour immobiliser le navire[7] ;
- mitraille ou grappes de raisin : dommages aux hommes sur le pont supérieur[7]. Il s'agissait de petites billes de métal utilisées généralement dans des canons courts ou des caronades.

Un vaisseau était cher et long à construire ; aussi le principal objectif n'était pas de les couler mais d'immobiliser les vaisseaux ennemis afin de les capturer. L'équipage recevait une partie de la prise.

## Galerie photo: L'armement duHMS Victory

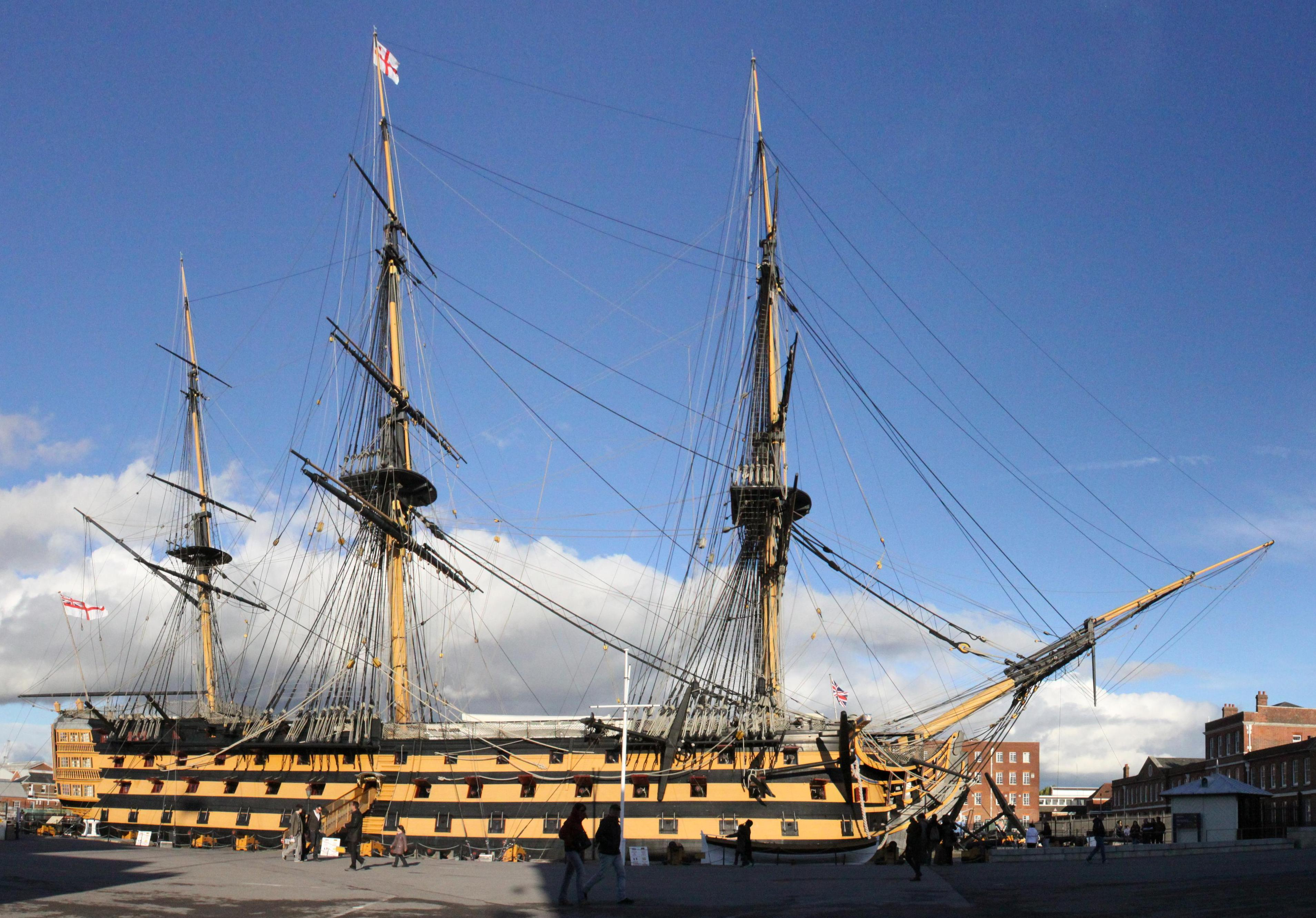
Le HMS Victory de profil, les différentes batteries de canons sont ici bien visibles.
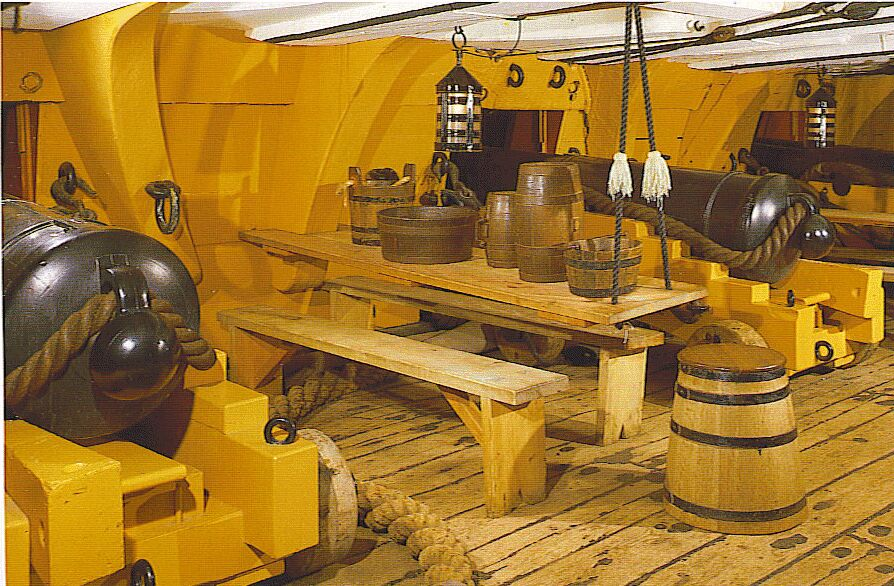
Batterie inférieure (canons de 32 livres).
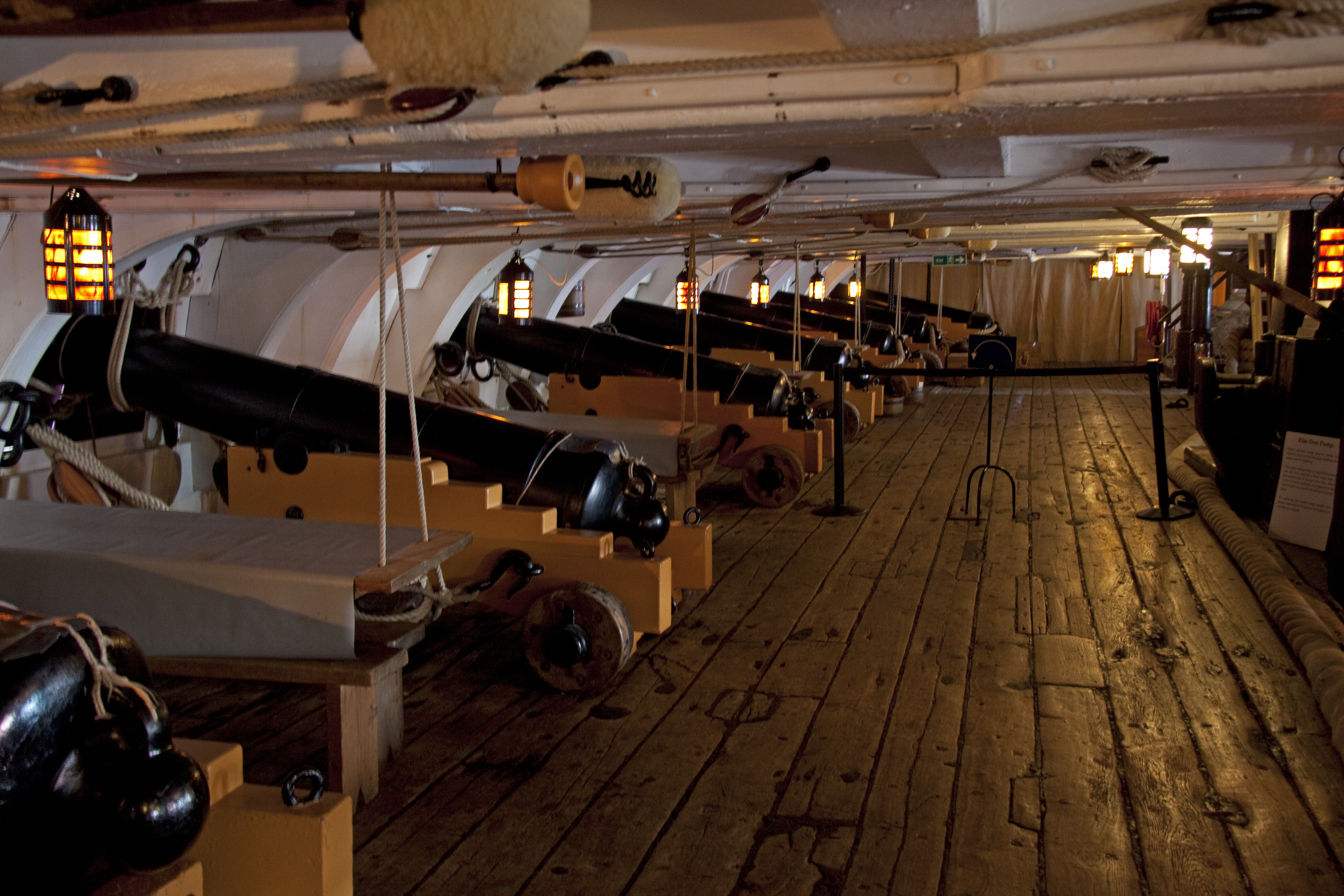
Batterie moyenne (canons de 24 livres).
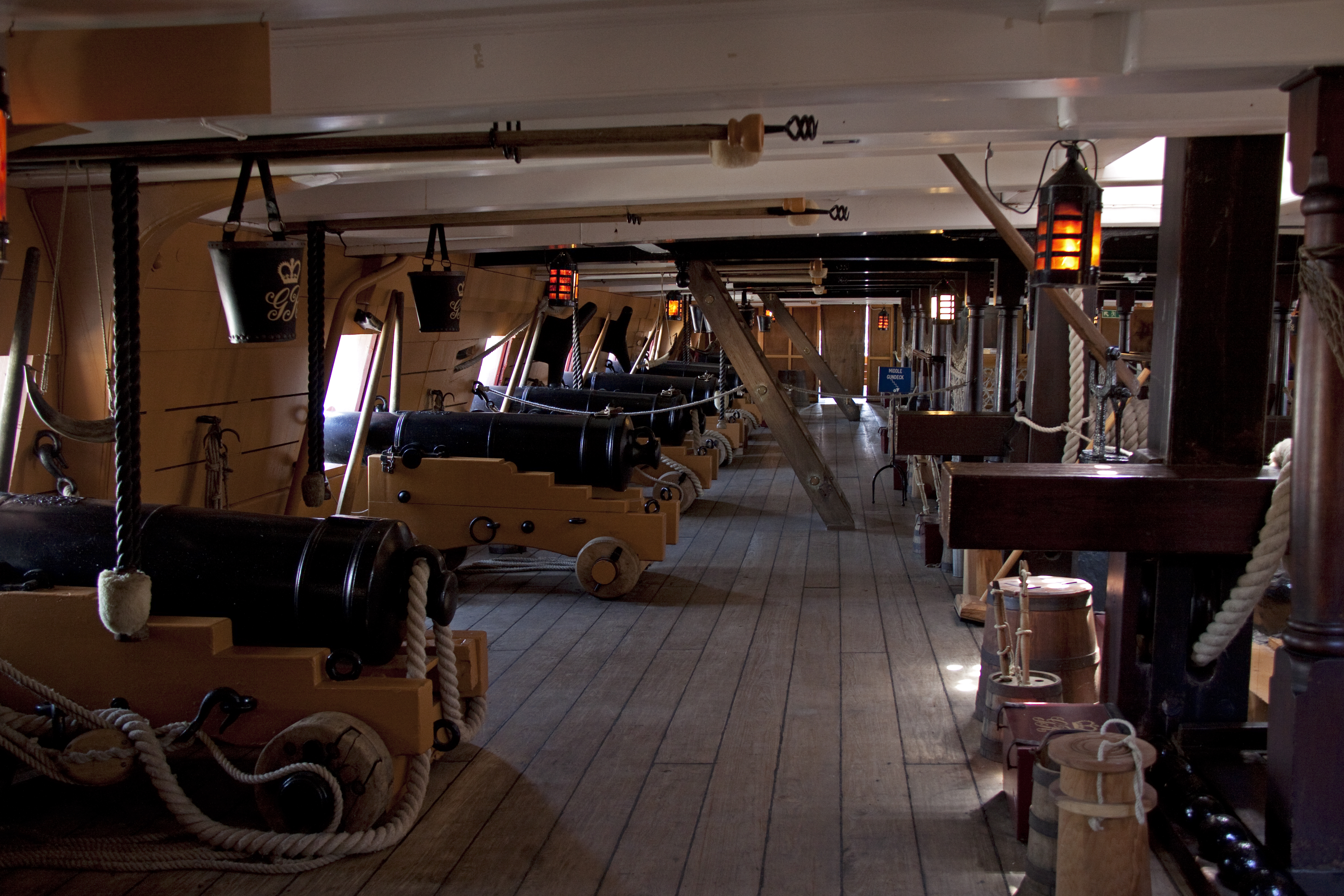
Batterie supérieure (canons de 12 livres).
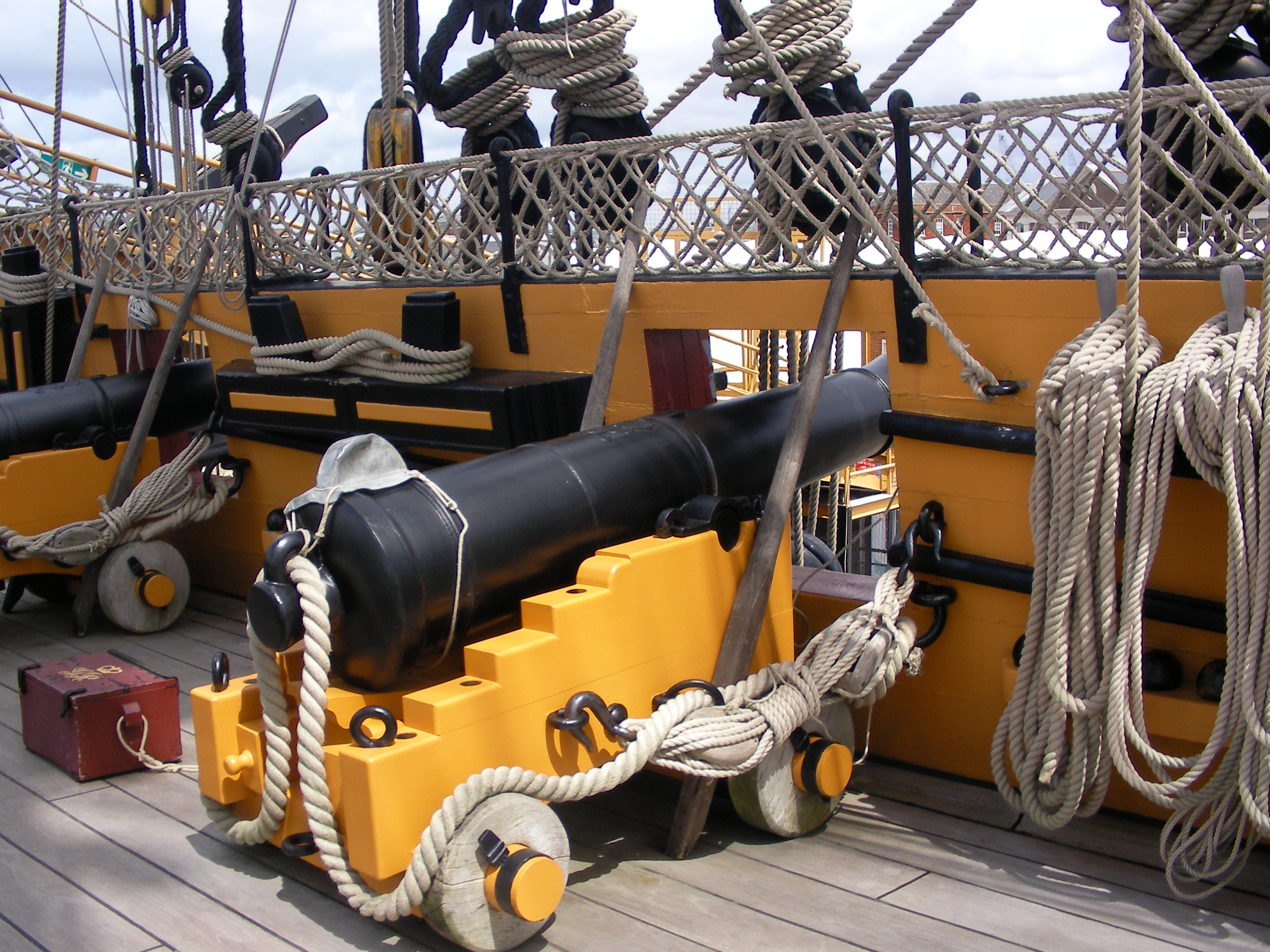
Batterie du pont de quart (Canons courts de 12 livres).
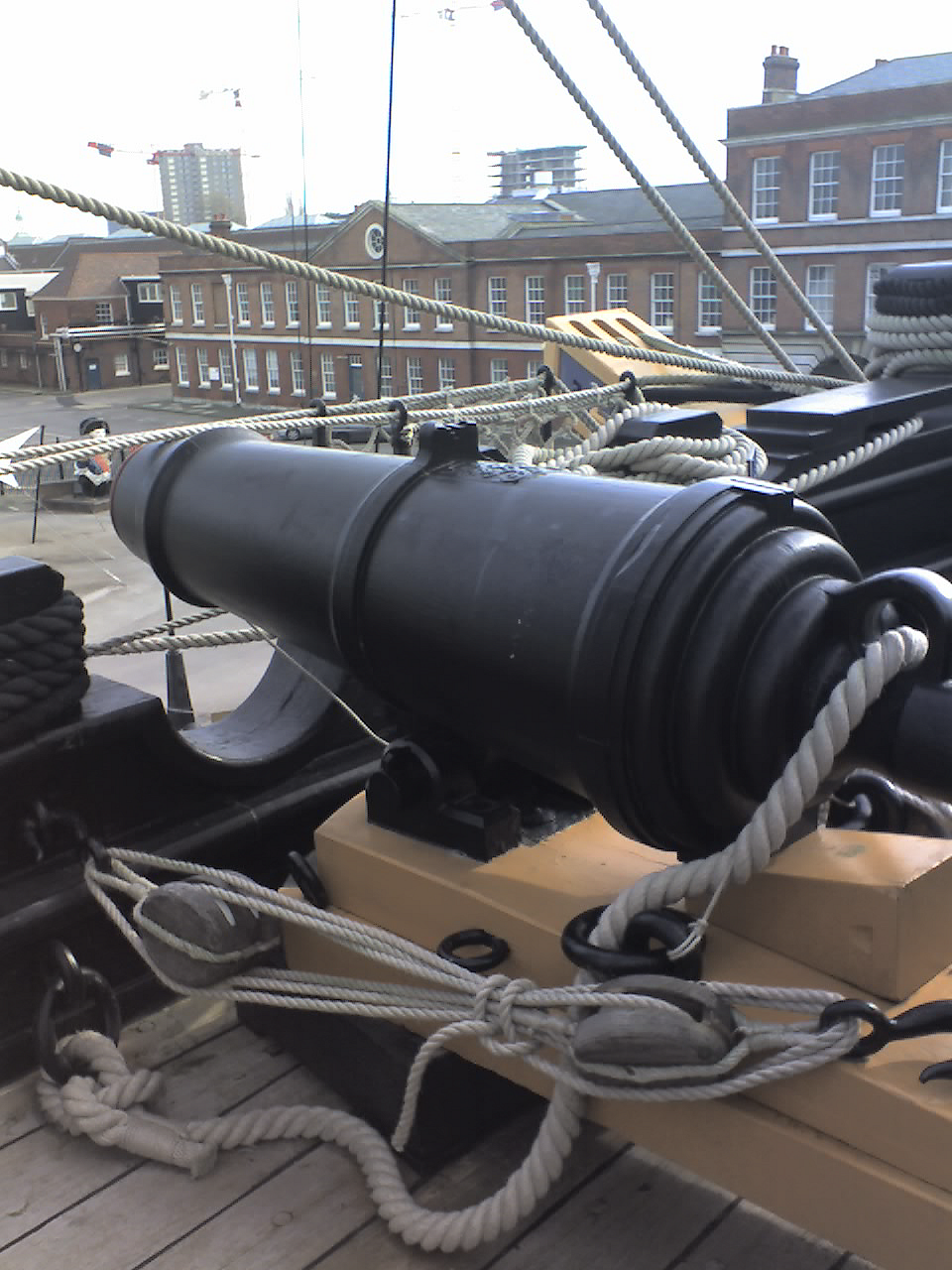
Carronade de 68 livres sur le Victory.

## Vie à bord

### Équipage

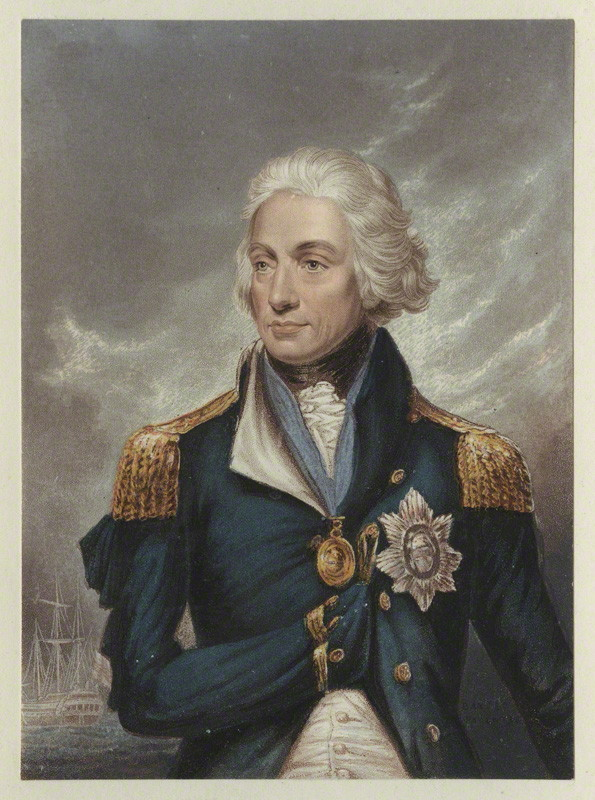
Horatio Nelson par George Baxter (1853).

L'équipage du HMS Victory comportait de nombreuses nationalités à bord et se divisait comme suit (lors de la bataille de Trafalgar) :
- l'amiral Horatio Nelson (commandant de flotte) ;
- le capitaine du navire Thomas Hardy ;
- 9 officiers ;
- 48 sous-officiers non assignés :
  - maître : commande les boscos et matelots, responsable de la navigation ;
  - bosco (bossman, boatswain ou bosun en anglais) : maître d'équipage chez les manœuvriers, commande les matelots ;
  - commissaire du bord (intendant et administrateur du navire) ;
  - chirurgien de marine :
  - artisans de marine : charpentier de marine, artificier...
  - cuisinier de marine
  - 22 aspirants / cadets (élèves officiers) ;
- 479 matelots :
  - 80 maistrance (sous-officier marins) ;
  - 204 marins confirmés ;
  - 195 marins ordinaires ;
- 90 terriens (sur les navires de cette époque, c'étaient des hommes embauchés à bord qui n'avaient pas de connaissances maritimes et qui aidaient aux tâches ordinaires ou de navigation sous la responsabilité de matelots ou d'un bosco) ;
- 40 mousses (souvent des enfants ou des adolescents enrôlés comme les terriens pour aider à la marche du navire) ;
- des soldats non marins embarqués appelés "troupes de marine" qui tiraient au mousquet depuis le pont et les gréements sur les navires ennemis ou composaient des troupes aguerries au combat en cas d'abordage :
  - 4 officiers de marine ;
  - 149 marines.

## Logement à bord

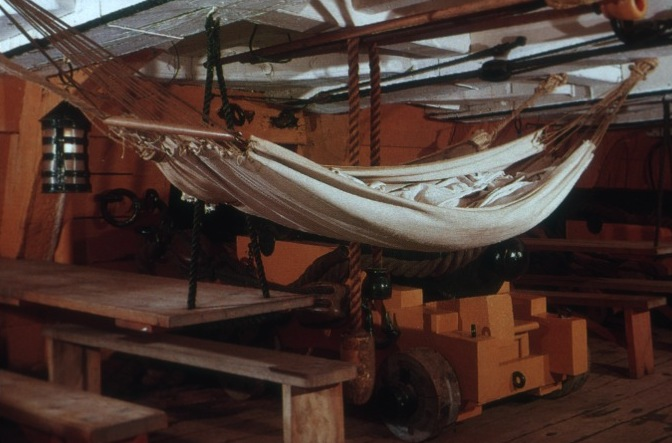
Batterie inférieure qui servait de logement aux marins. Les hamacs étaient suspendus au poutres et parois.

### Quartier des matelots
Comme sur la majorité des autres navires de guerre de l'époque, les conditions de logement à bord étaient spartiates. Près de 500 membres de l'équipage étaient logés dans la batterie inférieure (pont le plus bas au-dessus de la ligne de flottaison portant les canons de 32 livres). Comme les écoutilles des canons étaient maintenues fermées, les ponts inférieurs étaient humides, sombres et malodorants. Les marins dormaient dans des hamacs de 40 cm de large, suspendus à des crochets. Les hamacs étaient décrochés quand ils ne servaient pas et étaient rangés dans des filets sur la rambarde du pont supérieur. Ils servaient de protections contre les balles durant les combats et de bouée de sauvetage en cas de chute en mer. 
90 tables étaient dressées entre les canons où prenait place un "mess" de 4 à 8 hommes.
Les lieux de vie n'étant pas suffisamment grands pour tous les marins, ils n'étaient occupés que par le quart qui n'était pas de service.

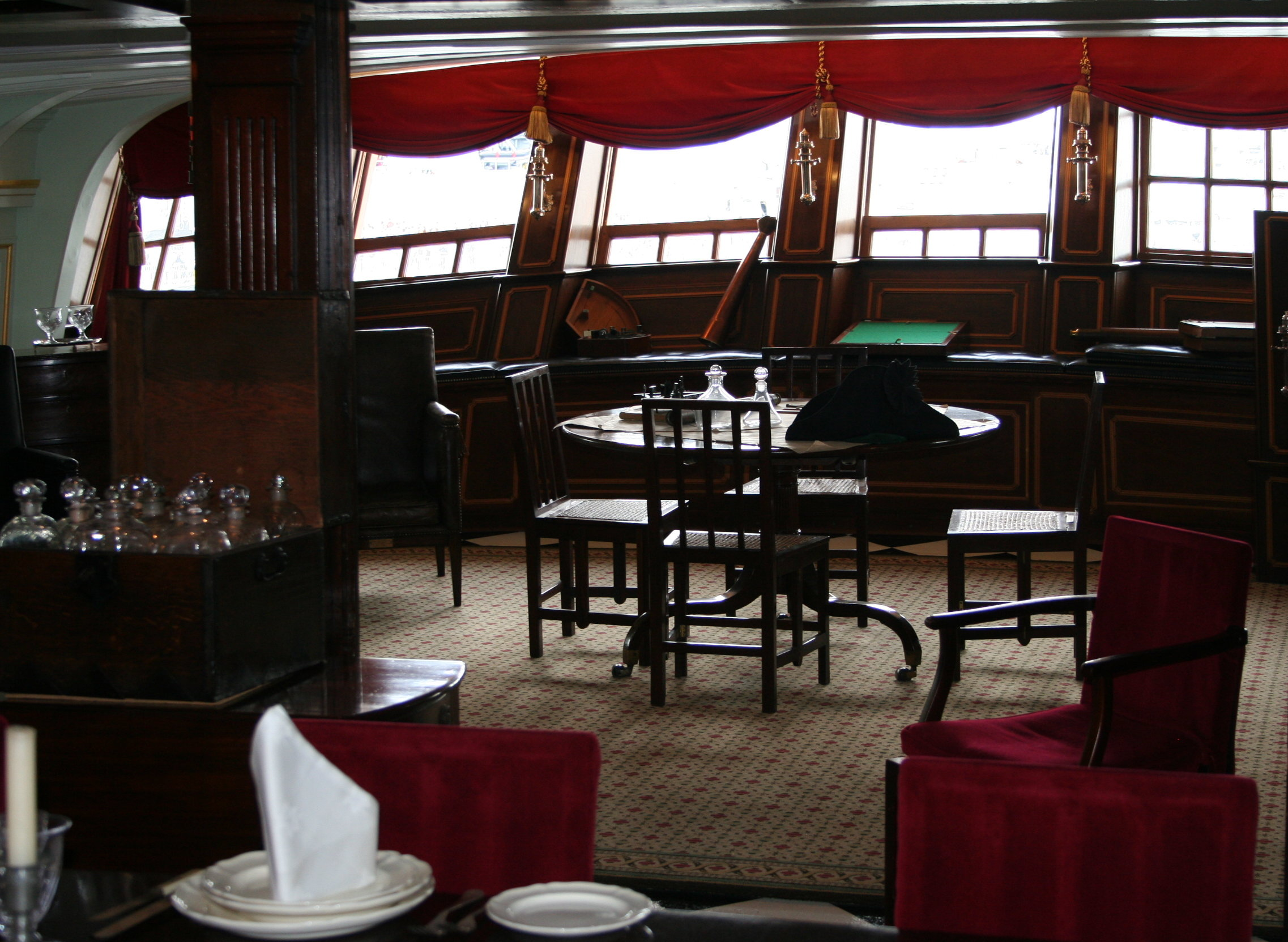
La Cabine de l'Amiral Nelson sur le Victory

### Quartier des officiers
Les cabines de poupe où logeaient les officiers étaient à l'opposé des logements des matelots. Les cabines s'étendaient sur 3 niveaux, vastes, luxueuses et lumineuses. Le Capitaine Hardy logeait au dernier étage, l'amiral Nelson au milieu et les officiers au premier niveau avaient des cabines luxueuses mais collectives. En ordre de bataille, ces logements étaient réquisitionnés : le mobilier et les cloisons intérieures étaient déplacés et remplacés par des canons (dans les batailles de navires de ligne, la supériorité était en partie liée à la capacité de tir de chaque bordée de canons).

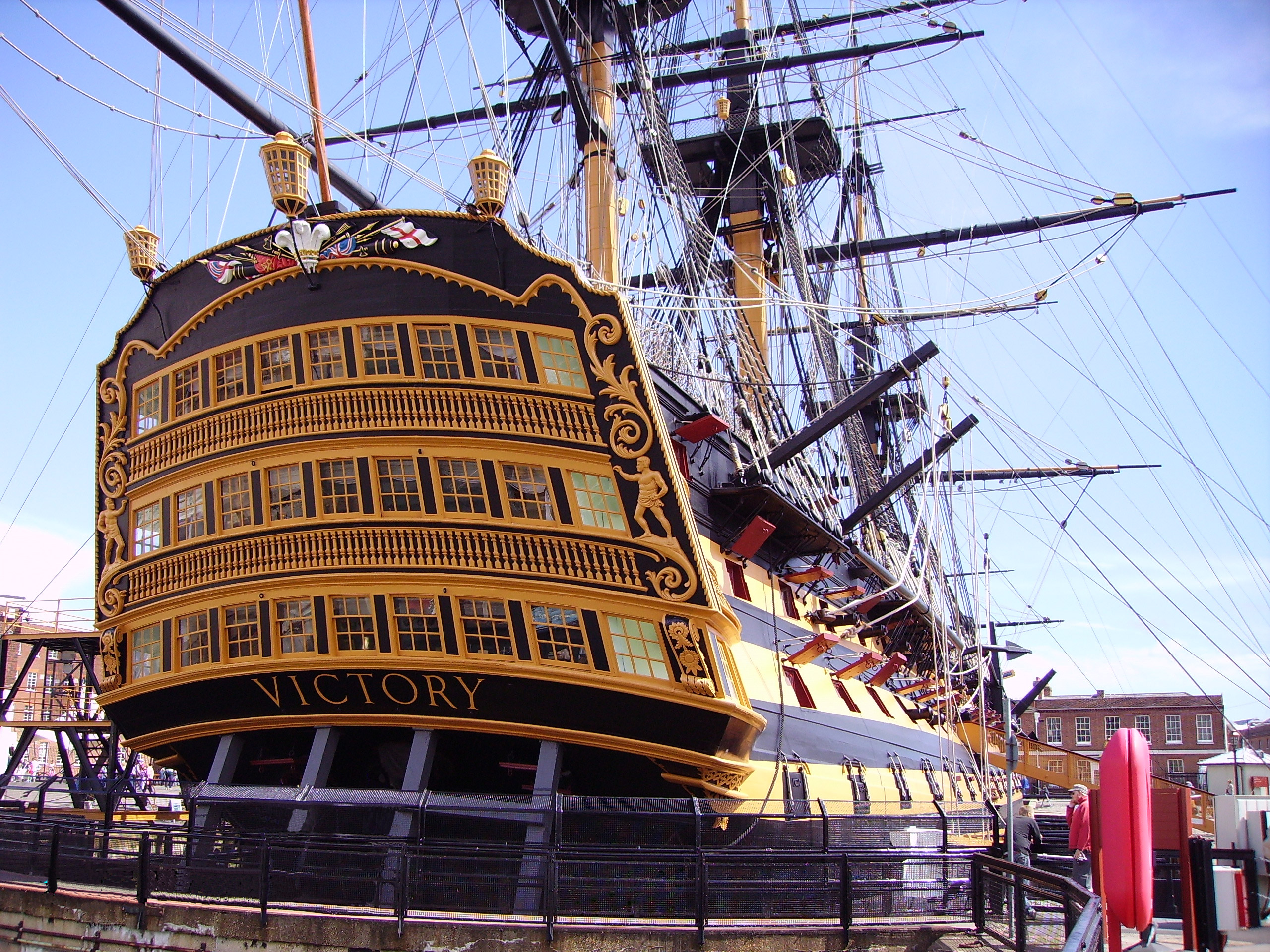
Poupe de lHMS Victory avec les 3 niveaux de quartier des officiers

### Repas

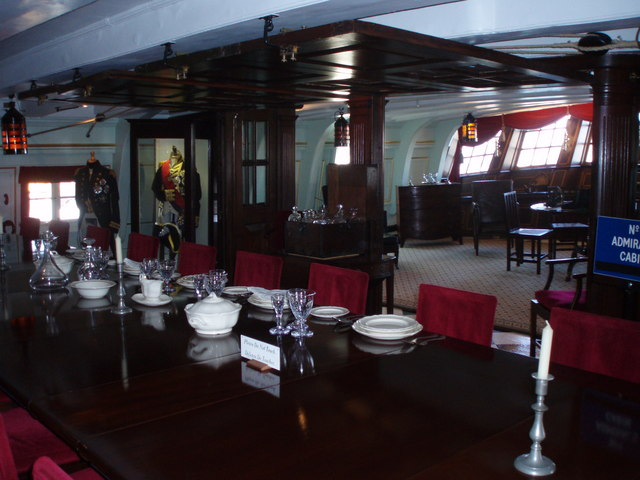
Le carré des officiers sur le Victory

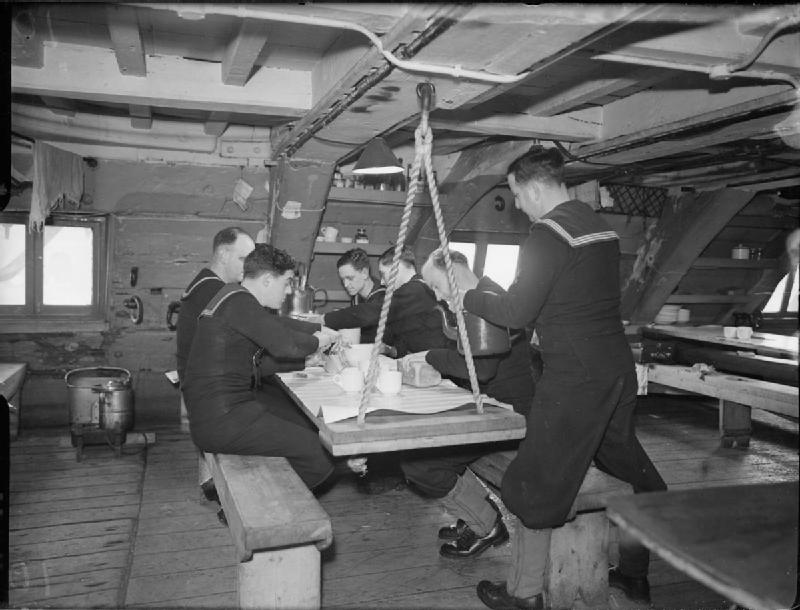
Durant la 2e guerre mondiale, les marins de la Royal Navy prennent leur repas comme leurs prédécesseurs un siècle et demi avant.

Un énorme foyer en fonte, entouré de briques, au centre du gaillard d'avant, permettait de préparer les repas de plus de 800 hommes trois fois par jour. Nourriture et boissons étaient fournis à profusion sur le Victory, mais peu variées. Il y avait trois repas par jour :
- le petit déjeuner comprenait une bouillie froide de flocons d'avoine appelé « burgoo » et une boisson constituée d'eau chaude et de biscuits écrasés appelée « thé écossais »[7] ;
- le dîner, désignant à cette époque le repas de midi, comportait de la viande salée cuisinée en ragoût avec des légumes secs ;
- le souper comportait des biscuits avec du beurre et du fromage[10].

Le tout était agrémenté d'une demi-pinte de rhum dilué par jour et 1 kg de tabac par mois.
Pour prévenir du scorbut, le navire se réapprovisionnait en légumes frais et en viandes dès que c'était possible. Dans le cas contraire du jus de citron vert était servi. Il n'était pas rare sur ce type de navire, que des moutons, des poules mais aussi une vache soit emmenés à bord vivants et parqués. Ces animaux fournissaient de la viande fraîche et du lait frais aux rares privilégiés qui en avaient le droit (officiers supérieurs, malades...).
En cas de longue course en mer, les aliments s’avariaient (moisissure, charançons...) et l'eau croupissait. Les marins avaient alors droit à de l'alcool (4,5 l de bière ou 1 l de vin ou un quart de litre de rhum par jour).
Les officiers avaient un repas différent des marins qu'ils prenaient dans le carré des officiers où ils avaient droit à un régime de faveur.

### Les tâcherons à bord

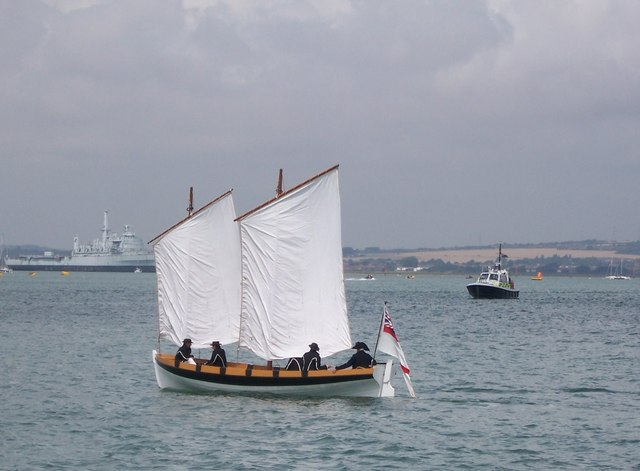
HMS Victory Cutter 1

Pour les opérations lourdes sur le Victory, 200 hommes pouvaient actionner un cabestan monstre, à raison de 10 hommes par barre du cabestan. Il servait à remonter chacune des 4 ancres géantes, à la manœuvre de certaines voiles ou le chargement du navire. C'étaient bien entendu les tâches réservées aux marins les moins expérimentés et aux terriens.
Une autre tâche laborieuse était le réapprovisionnement et le débarquement / embarquement des troupes et équipage sur le navire. Au XVIIIe siècle, beaucoup de ports ou de zones de mouillage ne permettaient pas une mise à quai du navire, surtout pour des navires avec le gabarit du Victory. Le bateau mouillait alors en mer, devant la côte ou devant le port. Des chaloupes assuraient alors les va-et-vient des troupes et de matériels avec la terre.
Le HMS Victory Cutter 1 est une réplique de cotre de 25 pieds similaire à celui utilisé par le HMS Victory. Il est manœuvré, soit à la rame par six hommes, soit avec deux voiles auriques.

### À fond de cale
La cale est le magasin principal du navire, elle est le pont le plus bas du navire sous la ligne de flottaison. C'est pour cette raison que l'on y stockait la poudre dans une subdivision de la cale dans l'étrave appelée : « La Grande Soute » isolée du reste navire. On accédait à la grande soute par une seule écoutille très surveillée. La grande soute était encore divisée en 3 salles séparées où toutes les pièces de métal (cercles de tonneaux, gonds de portes, pelles de manutention...) étaient en cuivre, en effet si une étincelle survenait, les soutes à poudre abritaient l'équivalent de 47 tonnes de TNT :
- La soute aux poudres renfermait les réserves de poudre noire : 35 tonnes de poudre dans 784 tonneaux de 100 livres[7] entrelacés de peaux de cuirs pour éviter la friction. Vous l'aurez compris, on prenait soin de la poudre. Pour la seule bataille de Trafalgar, 7,5 tonnes ont été utilisées. Cette cale était blindée en cuivre pour protéger des projectiles éventuels et des rats. Du charbon était étalé sous le plancher pour absorber l'humidité : l'autre ennemie de la poudre après les étincelles.
- La soute aux cartouches est la salle où étaient préparées les cartouches. Une trémie de poudre alimentait ce petit atelier où les cartouches étaient confectionnées et stockées dans des râteliers. Le pont était plombé et les cloisons cuivrées pour prendre garde de toute étincelle. Durant les batailles, une chaîne humaine assurait l'acheminement des coffrets de cartouches vides et le renvoi des coffrets pleins[7].
- La salle des feux accueillait un foyer continu qui assurait la veille des lanternes. En ordre de bataille, c'est le capitaine d'armes et le cuisinier qui étaient chargés de cette zone.

Le reste de la cale accueille à sa base 400 tonnes de ballast composé de 210 tonnes de gueuses (lingots de fonte de 10 kg environ), de galets, des réserves de vivres et 120 tonnes de boulets de canon en réserve. Les galets présents dans la cale avaient une fonction multiple :
- Ils étaient aisément déplaçables : cela permettait de rééquilibrer facilement le navire[7] (l'assiette dans l'axe du navire et la gite de bâbord à tribord) en fonction de la charge et des besoins de navigation.
- Ils permettaient de caler les réserves.

Les réserves en vivres assuraient une autonomie de 6 mois de navigation. Elles étaient constituées :
- de tonneaux de poisson, porc, bœuf salé, beurre et fromages,
- de tonneaux d'eau,
- de sacs de biscuits, d'avoine et de légumes secs,
- de tonneaux de bière, de vin et de rhum ou d'autres alcools forts séparés et stockés à l'arrière, gardés en permanence par une sentinelle.

### Le faux-pont
Au-dessus de la cale se trouvait un autre niveau de magasin : le faux pont. Situé aussi sous la ligne de flottaison (partiellement protégé du feu ennemi), il servait :
- de soute secondaire de stockage de poudre pour les canons de 12 et 24 livres
- d'infirmerie d'urgence et salle d'opération pendant les combats.
- de stockage des voiles et cordages
- de magasin-atelier du menuisier, canonnier et maitre d'équipage
- de logement du médecin, commissaire, agent aux vivres et serviteurs du capitaine
- de réfectoire des aspirants

### Au rythme duquart

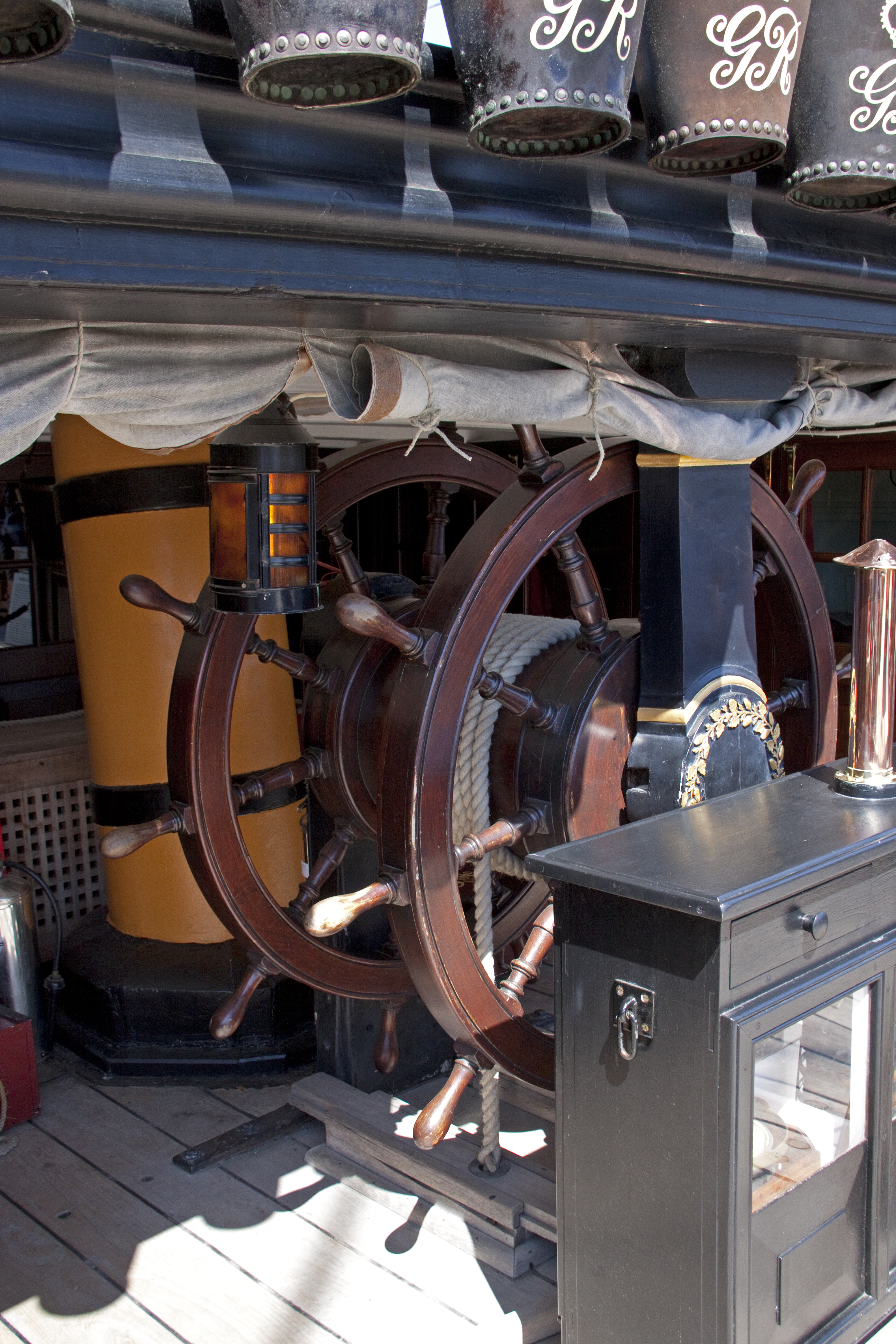
La barre du Victory, toutes les 4 heures, les navigateurs se relayent à la navigation et ont à charge de sonner la cloche de quart.

La barre du Victory est placée sous la dunette à l'arrière du navire. La barre est reliée aux commandes du gouvernail par des systèmes de poulies et des cordages qui traversent les ponts inférieurs. C'est ici que se relayaient toutes les 4 heures les "maîtres" chargés de la navigation. Le navire avançait jour et nuit, il y avait 6 quarts par tranche de 24 h :
- 0-4 h du matin
- 4-8h du matin
- 8h-midi
- 12-16h
- 16-20h
- 20h-Minuit

L'équipe de quart avait la responsabilité de la navigation mais également de la veille météo, de la surveillance d'autres navires en vue ou d'obstacles éventuels ainsi que de la cloche de quart. Sur le Victory, comme sur les autres navires de la même époque, la cloche de quart est l'une des pièces les plus symboliques. Elle rythmait la vie à bord des navires toutes les demi-heures jour et nuit, un coup par demi-heure, deux coups brefs par heure :
- Première demi-heure du quart : 1 coup
- Première heure du quart : 2 coups brefs
- 1h et demi : 2 coups brefs + 1 coup
- 2h : 2 coups brefs + 2 coups brefs
- 2h et demi : 2 coups brefs + 2 coups brefs + 1 coup
- 3h : 2 coups brefs + 2 coups brefs + 2 coups brefs
- 3h et demi : 2 coups brefs +  2 coups brefs + 2 coups brefs + 1 coup
- 4h : 2 coups brefs + 2 coups brefs + 2 coups brefs + 2 coups brefs.

Ce signal annonçait le changement de quart et le cycle de sonneries reprenait.

## Anecdotes

### "L'Angleterre attend que chaque homme fasse son devoir"

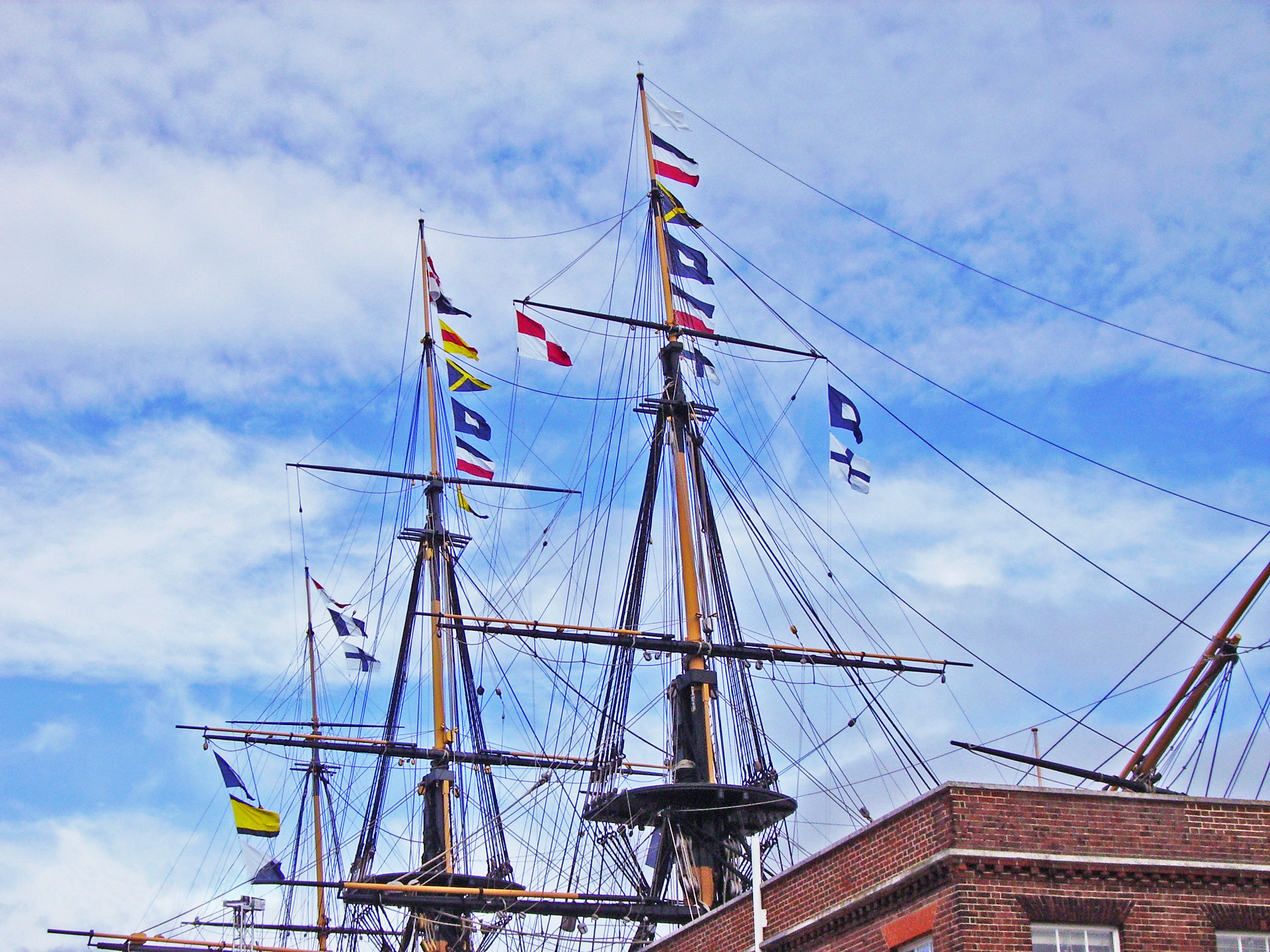
Le fameux message de Nelson sur les mâts du Victory « England expects that every man will do his duty»

Ces mots résonnent pour les Anglais comme un « appel du 18 juin ». Il s'agit d'un célèbre message que donna l'amiral Nelson par fanions, depuis le HMS Victory, avant de livrer bataille à Trafalgar. En commémoration, chaque 21 octobre de chaque année, le message de Nelson flotte sur le Victory.

Le message de Nelson en fanions (A lire en colonne de haut en bas)

### Là où tomba l'amiral

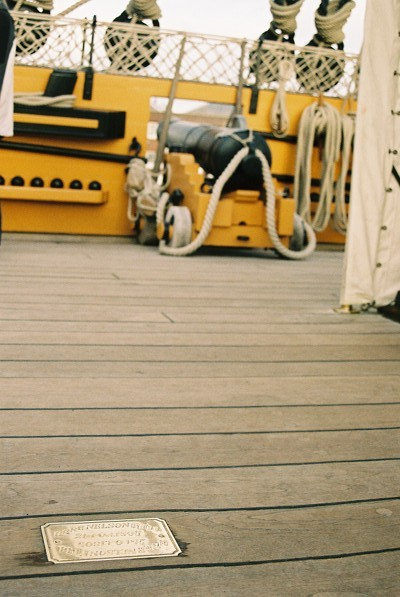
Plaque marquant l'endroit où Nelson fut mortellement blessé par un tireur d'élite du Redoutable

Une plaque commémorative sur le pont du navire, rappelle l'endroit où Nelson a été mortellement blessé par un franc-tireur français. Cette plaque illustre l'admiration que le peuple britannique voue à l'amiral Nelson.
À l'approche de la Bataille de Trafalgar, le capitaine du Victory, Thomas Hardy suggère à Nelson de supprimer les décorations sur sa veste, de sorte qu'il ne soit pas facilement identifié par des tireurs d'élite ennemis. Nelson répond qu'il est trop tard pour changer de vêtements, ajoutant que les décorations sont des médailles militaires et qu'il n'a pas peur de les montrer à l'ennemi. Alors que Le Victory engage le combat avec le vaisseau amiral français Le Bucentaure. Le Victory est pris pour cible par le Redoutable et le navire amiral espagnol Santísima Trinidad.
Peu de temps après treize heures, le capitaine du Victory, Hardy se rend compte que Nelson n'est plus à ses côtés. Il se retourne pour voir Nelson à genoux sur le pont, s'appuyant sur sa main, avant de tomber sur le flanc. Hardy se précipite vers lui et Nelson sourit, en disant « Hardy, je pense qu'ils ont enfin réussi… ma colonne vertébrale est touchée ». Il avait été touché par un tireur d'élite du Redoutable. La balle a pénétré son épaule gauche, transpercé son poumon et la colonne vertébrale avant de s'immobiliser dans les muscles dorsaux à cinq centimètres au-dessous de l'omoplate droite. Nelson est transporté au pont inférieur par deux marins et un officier avec un mouchoir sur son visage pour éviter de démoraliser les membres de l'équipage. Il agonise 3h et meurt à 16h30.
Pour respecter le souhait de Nelson d'être enterré, contrairement à la coutume des marins d'être jeté à la mer, et afin de conserver le corps de Nelson, William Beatty propose de le placer dans un tonneau d'eau-de-vie, mélangé avec du camphre et de la myrrhe. Le tonneau est ensuite attaché au mât principal du Victory et placé sous bonne garde. Endommagé, le Victory est remorqué après la bataille vers Gibraltar et à son arrivée, le corps est transféré dans un cercueil doublé de plomb rempli d'eau-de-vie de vin.
Le cercueil de Nelson est renvoyé en Grande-Bretagne à bord du Victory. Déchargé au Nore, il est emmené à Greenwich et placé dans un cercueil de bois, fait à partir du mât de L'Orient qui avait été récupéré après la bataille d'Aboukir. Il reste trois jours, avant d'être remonté sur la Tamise à bord d'une barge, accompagné par Lord Hood, Peter Parker et le Prince de Galles George IV. Le jour suivant, le 9 janvier, un cortège funèbre composé de trente-deux amiraux, d'une centaine de capitaines et d'environ 10 000 soldats prend le cercueil de l'Amirauté pour l'emmener à la cathédrale Saint-Paul.

#### En français
- HMS Victory

#### En anglais
- (en) Site officiel du HMS Victory
- (de + en) HMS Victory - Site de Heinrich Siemers avec beaucoup de détails techniques et historiques.
- Musée de la Royal Navy à Portsmouth : http://www.nmrn-portsmouth.org.uk
- Site de la Royal Navy — The Fleet – HMS Victory
- Article illustré du HMS Victory.